# زن
زَن، یک انسان بالغ ماده است. عموماً دختری را که دوران بلوغ و نوجوانی خود را تمام کرده‌است و به سنی که در اکثر فرهنگ‌ها و جوامع، معمولاً ۱۸ سالگی می‌باشد برسد را زن می‌گویند، اما این تعریف می‌تواند در هر فرهنگ، جامعه، تمدن یا قانون، متفاوت باشد. واژهٔ دختر برای انسان نابالغ ماده و فرزند ماده و گاهی در زبان عامیانه برای زنان جوان به کار برده می‌شود. در فارسی واژه‌های «بانو»، «خانم» و در قدیم، «خاتون» برای اشاره محترمانه به زن، کاربرد دارند. همچنین واژهٔ زن، یک نام همگانی برای اشاره به انسان ماده است مانند «حقوق زنان». به‌طور معمول، یک زن، توانایی بارداری و زایش دارد. به زن دارای فرزند، مادر گویند.

## ریشه‌شناسی
واژهٔ زن در زبان پهلوی ژن، در اوستا و هندی باستان جنی و در انگلیسی باستان wifman به معنی «انسان ماده» بوده‌ است (در برابر werman به معنی انسان نر) در آن دوران Man و mann معنی خنثی داشت و فقط نوع انسان را می‌خواند. همچنین در زبان سوربی پایینی ژونا (Žona) و در زبان‌های بوسنیایی، چکی و کرواتی ژنا (Žena) و در زبان کردی ژن گفته می‌شود.
نمادی که برای سیارهٔ ناهید (ونوس در نام غربی) در نظر گرفته شده همان نماد جنسیت زن است و آن نیز شکلی نمادین از آینهٔ در دست ونوس خدای روم باستان است. این نماد از یک دایره و یک (صلیب) کوچک در زیر آن ساخته شده‌ است، در یونی‌کد هم این نماد پذیرفته شده‌است. همچنین نماد ونوس نماد زنانگی و رفتار زنانه نیز است. در شیمی دوران باستان عنصر مس نیز همین نماد را داشت. در آن زمان دایرهٔ بالای نماد نماد روح و به‌علاوهٔ زیر آن نماد ماده در فیزیک بود.
در تاریخ گذشتهٔ ایران و در دوران کشاورزی زن از نقش و اهمیتی بالا برخوردار بود و نامگذاری روستا و شهر با نام زن گره خورده بود. «نام‌های جغرافیایی که درآن‌ها به گونه‌ای واژه‌های زیر آمده‌ است شناسهٔ ایزدبانوی آب‌های روان آناهیتا و نقش آمیختگی زن با عناصر آب و خاک می‌باشد:
1. دختر، دور، دوور، دِدِه، دادا، دَت، دُت
2. زن، پیرزن، پیربانو، بان، خاتون، بی بی، دای، دایه، مام، ماما
3. ننه، نانا، نای و ناهی، نه، نی
4. کیجا، قز، لاکوها، کله

- ۵. آب و او، اند و هند و کَنگ و خور و رود …»[۲]

ریشه‌شناسی واژه‌های هم‌ارز زن در زبان فارسی

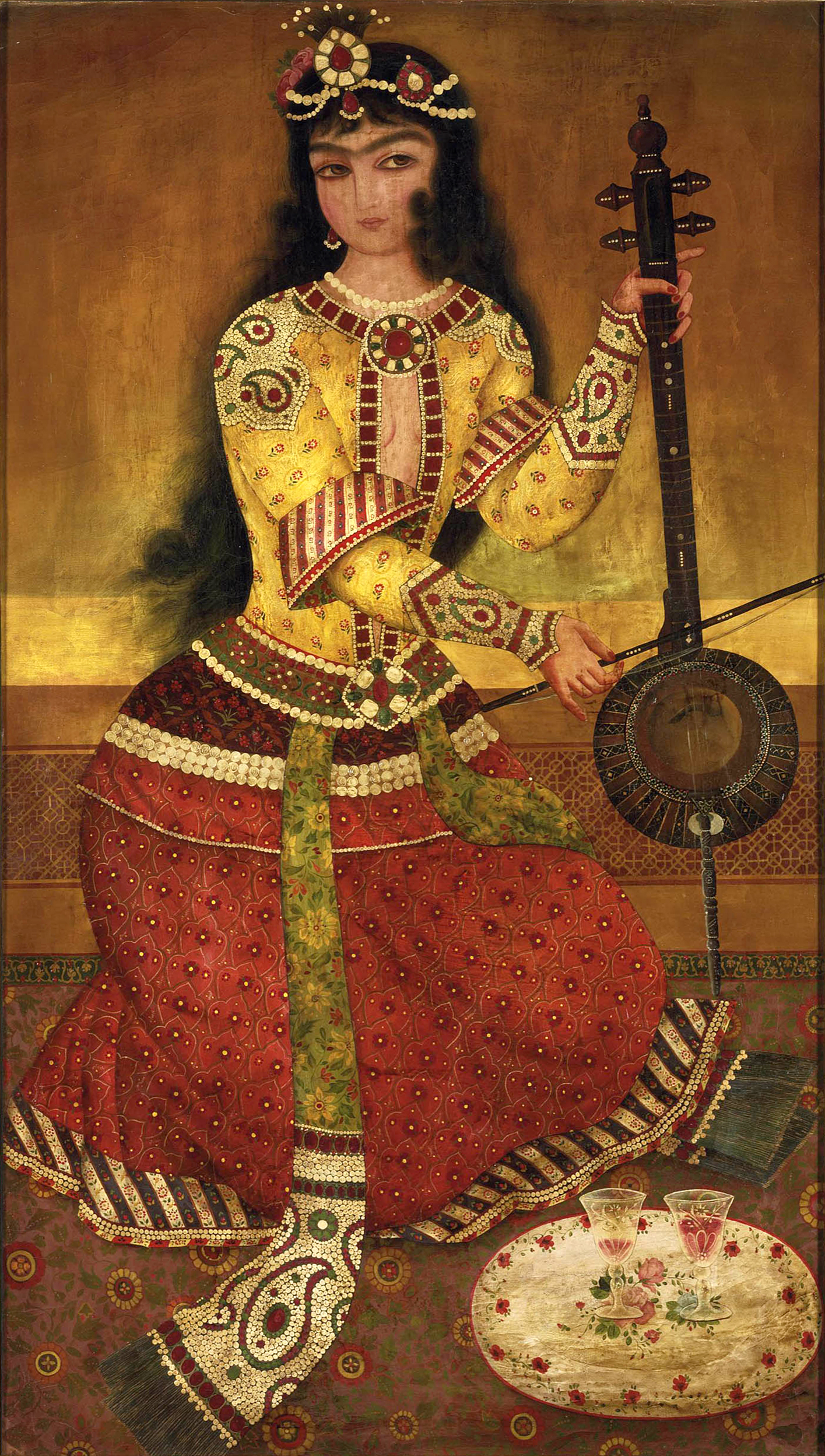
زنی که در سال ۱۸۳۰ کمانچه بازی می‌کند.

واژهٔ «بانو»، در کتیبه‌های ساسانی و ادبیات زردشتی پارسی میانه، در لقب برخی از ایزد زنان هند و ایرانی و همراه نام همسران شاهان، امیران و بزرگان دربار دیده می‌شود. در ادبیات پارسی، به ویژه در دیوان‌هایی مانند شاهنامه، ویس و رامین و خسرو و شیرین، به معنی زن بزرگ و همسر شاه کاربرد فراوان دارد. قدیمی‌ترین کاربرد این عنوان در یکی از سنگ نوشته‌های تخت جمشید به خط عیلامی به صورت ba-nu-ka (شاید با گفتار بانوکا در سنگ نوشته شماره ۱۷۰۸) است که عنوان ملکه آتوسا (Hutaosa، هوتس) دختر کورش، همسر داریوش و مادر خشایارشا بوده‌است. در پارسی میانه و پارتی به فرم «بانوگ» دیده می‌شود. چندین بار در «کتیبه شاپور اول در کعبه زردشت»، در عنوان زنان دربار و به عنوان لقب ناهید، ایزدبانوی نگهبان آب، آمده‌است.
واژهٔ «خانم» نیز که امروزه در زبان فارسی کاربرد پربسامدی دارد دیدگاه‌های گوناگونی را پیرامون ریشه‌شناسی خود شکل داده‌است. از ریشهٔ تُرکی و مغولی گرفته تا ریشهٔ سُغدی و فارسی میانه در این زمینه دیدگاه وجود دارد. با این همه در لغت‌نامه دهخدا و فرهنگ معین و عمید ریشهٔ آن ترکی یاد شده‌است.
واژهٔ «خاتون» که کاربرد قدیمیتری دارد نیز یکی دیگر از واژه‌های هم‌ارز است که در گذشته برای اشاره ارجمندانه به زنان به‌کار می‌رفته‌است. در منابع مانند دهخدا و معین ریشهٔ آن ترکی یاد شده هرچند عمید ریشهٔ مغولی را نیز برای آن ذکر کرده‌است.

## بلوغ

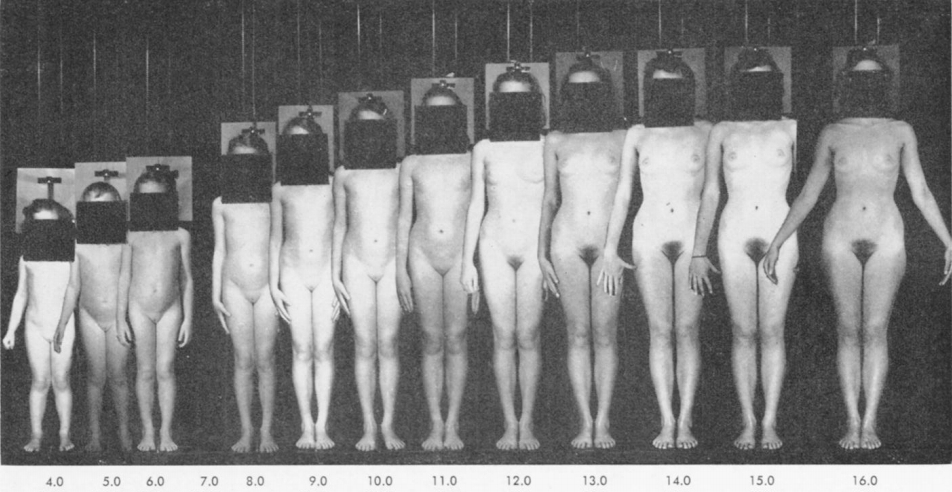
رشد جسمی زنان

زنانگی (به انگلیسی: Womanhood) دوره‌ای است که یک دختر (انسان مؤنث) دوران کودکی و نوجوانی را پشت سر می‌گذارد و معمولاً دختری که پا به ۱۸ سالگی (سن قانونی) می‌گذارد جوان دانسته می‌شود. بلوغ بسته به شرایط جغرافیایی، نژاد و ژنتیک اتفاق می‌افتد و علت وقوع آن، فعال شدن هورمون‌های مغزی و غدد جنسی می‌باشد. در دختران اولین علامت بلوغ رشد پستان است. علامت دوم بلوغ شروع رشد مو زهار و زیر بغل هست و پس از آن در ۱۲ تا ۱۵ سالگی شروع چرخه قاعدگی است که در تعداد کمی تا ۱۸ سالگی هم امکان دارد چرخه قاعدگی شروع نشود. همچنین از نشانه‌های اتمام بلوغ دختران و ورودشان به دوره زنانگی می‌توان به نازکی صدا، رشد اندام جنسی، افزایش سایز لگن و… اشاره کرد.
مراحل رشد و بلوغ را به اصطلاح تانر می‌گویند.
مرحله اول تانر: به وضعیت قبل از بلوغ اشاره دارد. بافت پستانی قابل لمسی وجود ندارد و در ناحیه تناسلی ممکن است فقط موهای کرکی وجود داشته باشند.
مرحله دوم تانر: جوانه زدن پستان و برجستگی قابل مشاهده و قابل لمس بافت پستان، و پیدایش تعداد کمی موهای ضخیم در ناحیه تناسلی و روی لابیاهای بزرگ.
مرحله سوم تانر: به‌صورت رشد و بالا آمدن کل بافت پستان و گسترش موهای ضخیم به بالای عانه.
مرحله چهارم تانر: برآمدگی هاله قهوه‌ای رنگ پستان و ضخیم‌تر شدن موهای ناحیه تناسلی.
مرحله پنجم تانر: تکامل کامل بافت سینه در این مرحله به‌صورت پررنگ تر شدن نوک پستان و هاله قهوه ای رخ می‌دهد و پستان از پهلو حالت کمی افتاده دارد. اندازه پستان به هیچ وجه نشانه میزان بلوغ نیست. در این مرحله موهای زاید ناحیه تناسلی به رانها گسترش می‌یابند.

### قد
افزایش رشد قدی در دختران در طی مراحل بلوغ، معمولاً قبل از شروع چرخه قاعدگی رخ می‌دهد. در نتیجه دختران بعد از شروع قاعدگی پتانسیل کمی برای رشد قدی دارند زیرا در طی جهش رشدی مرتبط با بلوغ، استخوان‌های بلند بدن طویل شده و صفحه رشد غضروف آنها بسته می‌شود. در مقابل پسران، دو سال بعد از دختران به حداکثر رشد قدی دست می‌یابند. قد زنان نسبت به مردان به‌طور معمول، کوتاه‌تر است. مردان به‌طور متوسط ۱۰ سانتی‌متر بلند قامت تر از زنان می‌باشند. تخمدان‌ها تولید استروژن را در دوران بلوغ افزایش می‌دهند، که باعث تحریک پلاکت‌های رشد استخوان‌ها در نوجوانان می‌شود که رشد آن‌ها به تقویت طول و عرض استخوان‌ها منجر می‌شود؛ بر این اساس مشخص می‌شود که چرا برخی دختران نوجوان بلندقدتر از همسالان پسر خود هستند.

### ماهیچه
مردان و زنان از نظر تعداد عضله‌ها و استخوان‌ها و مفاصل هیچ‌گونه تفاوتی ندارند. بر اساس وجود مقادیر زیاد تستوسترون در بدن مردان، مردان ماهیچه‌های بیشتری نسبت به زنان دارند. توده عضلانی مردان ۵۰ درصد بیشتر از توده عضلانی زنان است. بدین مفهوم که زنی که هم سایز مرد همتای خود است تنها ۷۰ درصد وی قدرت عضلانی دارد.
قلب به عنوان بزرگ‌ترین ماهیچه در انسان است که قلب زنان ۲۵ درصد کوچک‌تر از قلب مردان است، بنابراین قلب مردان توان پمپاژ خون بیشتری را داراست. به همین خاطر در هر فعالیت بدنی زنان زود تر از مردان خسته می‌شوند.

### چربی
بر اساس وجود مقادیر زیاد استروژن در بدن زنان، بدن زنان ۱۰ درصد چربی بیشتری نسبت به مردان دارد. تجمع و نحوه توزیع چربی در زنان در سینه، باسن، کمر و ران متمرکز است. انعطاف‌پذیری بدن زنان بیشتر از مردان می‌باشد.

### شش
گنجایش شش‌های مردان ۲۵ تا ۳۰ درصد بیشتر از شش‌های زنان است؛ بنابراین توان انجام نرمش هوازی در مردان بالاتر است.

## قالب بدنی زن
|                       |  |  |
| روبه‌رو و پشت انسان زن |  |  |

منظور از قالب بدنی زن یا شکل کالبد و بدن انسان ماده، نحوه شکل استخوان‌بندی، ساختار ماهیچه‌ها و توزیع چربی‌ها در بدن این جنس از انسان می‌باشد. شکل کامل و ایدئال جثه زن با توجه به در نظر گرفتن دلایل پزشکی و جذابیت جنسی در فرهنگ‌ها و ملل گوناگون متفاوت است و از تنوع مختلفی برخوردار است. به صورت طبیعی و از لحاظ فیزیکی، جنس ماده انسان دارای گستره بزرگی می‌باشد. به‌طور کلی شکل بدن (و شکل بدن زن) تحت تأثیر توزیع‌های ماهیچه ای، بافت‌های چربی و هورمونهای مختلف است. قد متوسط یک زن بالغ حدود ۱٫۶ – ۱٫۷ متر (۵’۲’’ تا ۵’۷’’) است. قد بلند بستگی به ژنتیک و رژیم غذایی افراد دارد. شکل و ترکیب بدن تحت تأثیر عواملی مثل ژنتیک، رژیم غذایی و ورزش قرار دارد.
زنان و مردان از لحاظ تغییرهای هورمونی تفاوت‌های اساسی با یکدیگر دارند. مهم‌ترین تغییرهای هورمونی در زنان به واسطه چرخه قاعدگی ایجاد می‌شود. چرخه قاعدگی در زنان چرخه‌ایست که نشان دهنده عملکرد دستگاه تولید مثل است. فعالیت این چرخه ماهانه بدن زن را برای بارداری آماده می‌کند و در صورتی که تخمک گذاری صورت نگیرد در نهایت دیواره رحم شروع به ریزش می‌کند که این ریزش منجر به خونریزی در زنان می‌شود. در طول این چرخه که معمولاً ۲۸ روزه است، زنان با تغییرهای هورمونی متفاوتی مواجه می‌شوند. این تغییرهای هورمونی معمولاً به تغییرهای اخلاق در آن‌ها می‌انجامد. برای مثال نوسان‌های ماهانه هورمون‌ها می‌تواند باعث افسردگی یا خوشحالی، خستگی یا پرانرژی بودن، بی‌علاقگی به مقاربت یا افزایش میل جنسی در زنان شود و آنان را به سمت رابطه جنسی بیشتر سوق دهد. پس از یائسگی دیگر چرخه قاعدگی دیده نمی‌شود.

### زیبایی
مرکزی که در تحلیل زیبایی اجسامی که چشم می‌بیند، در بخش راست مغز آقایان فعال است، در حالی که بانوان این تحلیل را با استفاده از رشته‌های عصبی هر دو نیمکره مغزشان انجام می‌دهند. زیبایی جسمانی زنان در سلامتی جسمی و پوست، جوانی و نحوه توزیع مناسب چربی در بدن آن‌ها می‌باشد. زنانی که چربی‌های اضافه نداشته باشند و چربی‌های آن‌ها متمرکز بر سینه و ران‌ها باشد از کشش جنسی بیشتری برخوردارند.

## آمیزش جنسی

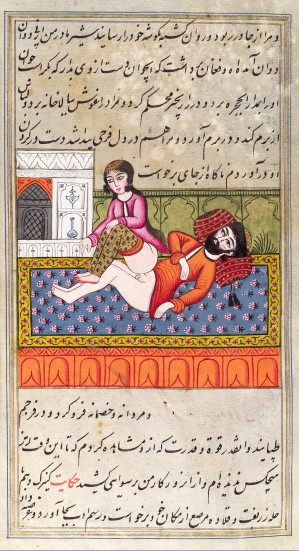
قدیمی‌ترین کتاب سکس ایران

معمولاً به عملی گفته می‌شود که یا برای لذت جویی یا تولید مثل انجام شود که به دخول، اندام تناسلی مرد در اندام تناسلی زن گفته می‌شود. افراد معمولاً قبل از انجام رابطه‌جنسی با نوازش و بوسیدن قسمت‌های تحریک‌پذیر جنس مخالف، خودشان را برای آمیزش جنسی آماده می‌کنند. در صورت موفقیت انجام برانگیختگی جنسی، کامجویی این عمل را انزال و ارگاسم گویند و در صورت موفقیت در عمل تولیدمثل، سلول‌های اسپرم جنس مذکر وارد بدن جنس مؤنث شده و تخمکهای زن بارور می‌شود. این کار باعث تشکیل اندامگان جدیدی می‌شود.
رابطه جنسی باعث کاهش اضطراب، افزایش حس شادی، تقویت سیستم ایمنی، تسکین درد، کاهش روان‌رنجوری و کاهش خطر ابتلا به سرطان پروستات می‌شود. افزایش رابطه جنسی در میانسالی ممکن است انسان را باهوش‌تر کند و اثرات مخرب افزایش سن بر نگهداری و فراخوانی اطلاعات از حافظه را جبران کند. قسمت هیپوکامپ مغز جایی است که در آن حافظه بلندمدت شکل می‌گیرد. با افزایش سن در پستانداران و از بین رفتن نورون‌های این قسمت مغز، آن‌ها دچار انواع «فراموشی»ها می‌شوند. موش‌ها پس از قرارگرفتن در معرض مداوم و درازمدت رابطه جنسی، عملکرد حافظه و شناخت‌شان بهبود یافته‌است. همچنین بررسی‌های مغز این موش‌ها نشان از حضور سلول‌های عصبی جدید به ویژه در قسمت هیپوکامپ داشته‌است. رابطه جنسی و سکس به عنوان یک نوع تعامل احساسی و فیزیکی با افراد دیگر، موجب کاهش استرس و افزایش رشد سلول‌های ناحیه هیپوکامپ می‌شود.

### پرده بکارت
وجود پرده بکارت را نشانه باکرگی می‌دانند و در بسیاری از مذاهب نشانه پرهیز جنسی، پیمان باکرگی و عفت آن‌ها است. طبق گفته سازمان بهداشت جهانی، آزمایش دوانگشتی یا بکارت، باید هرچه سریع‌تر در جهان متوقف شود؛ همچنین آزمایش باکرگی هیچ‌گونه جنبه پزشکی و علمی ندارد و عملی تبعیض آمیز و خشونت علیه زنان است. از نظر علمی نشانه دقیقی نیست، چرا که ممکن است پرده بکارت در دخول جنسی از بین نرود یا به‌دلیلی غیر از رابطه جنسی از بین رفته باشد. همهٔ زنان با پردهٔ بکارت به دنیا نمی‌آیند و آنها که با پردهٔ بکارت به دنیا می‌آیند هم لزوماً در هنگام رابطهٔ جنسی خونریزی نمی‌کنند.
از مقدس بودن باکرگی در دین مسیحیت و اسلام می‌توان به اشاره آنها به مریم مقدس و مقام تبتل نام برد.

### نواحی شهوت‌خیز در زنان

ناحیه‌های تحریک آمیز جنسی مشترک و غیرمشترک زنان و مردان

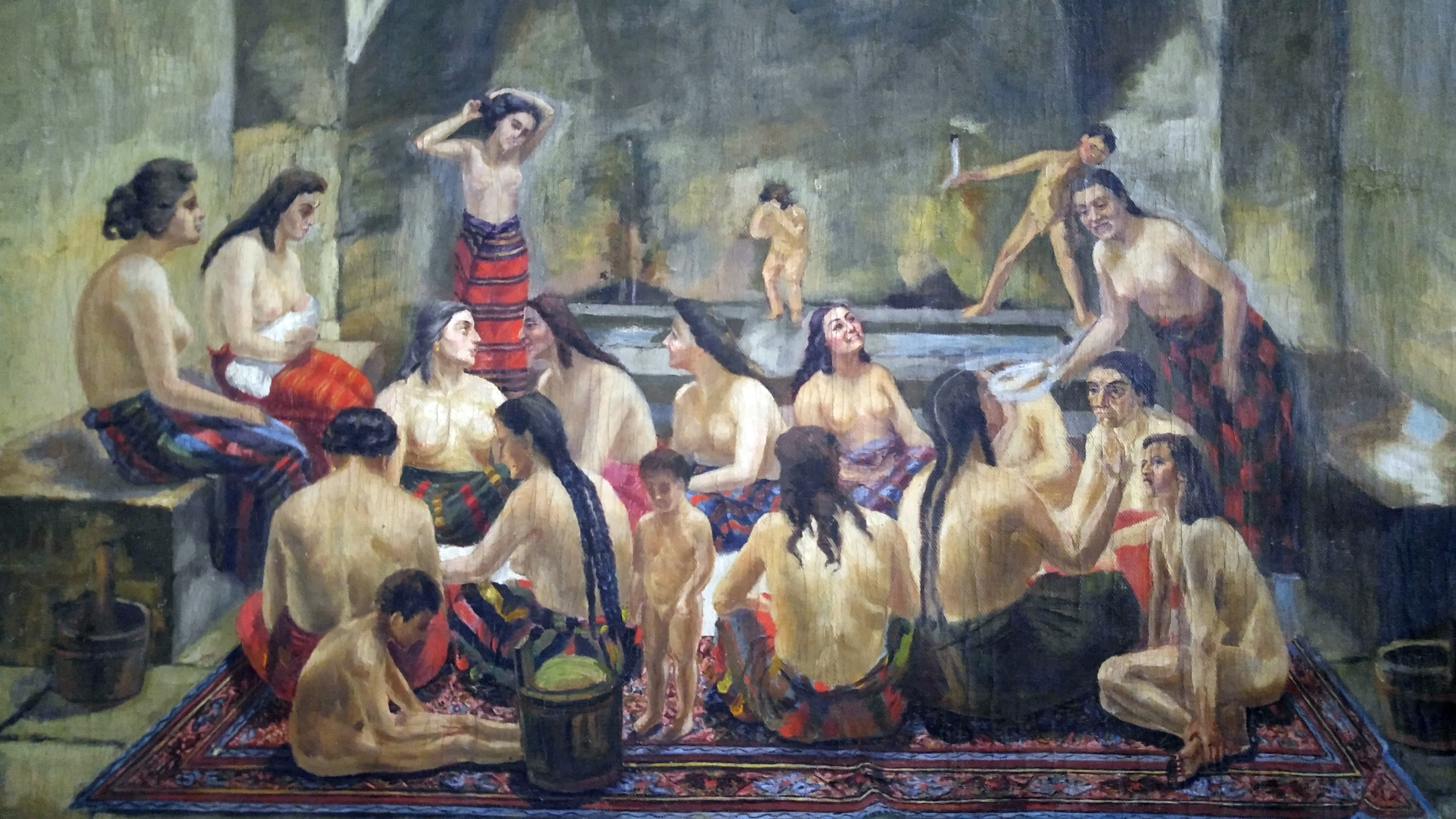
یک نقاشی تاریخی با موضوع زنان برهنه در یک حمام، واقع در یکی از موزه‌های شهر تفلیس، پایتخت گرجستان

نواحی شهوت‌خیز در زنان موضع جی، واژن، کلیتوریس، گردن، لب، پستان و نواحی نزدیک مهبل است. به‌طور کلی نواحی شهوت خیز در زنان بیشتراز مردان است. طبق نظر برخی از محققان زنان، لذت بیشتری از رابطه جنسی می‌برند که آن را تا ۷ برابر لذت جنسی مردان برآورد کرده‌اند اما این یافته تا کنون اثبات نشده‌است. شاید بتوان گفت که این امر به دلیل داشتن نقاط تحریک پذیری بسیار بالای زنان نسبت به مردان یا پیچیدگی به ارگاسم رسیدن زنان باشد.
ارگاسم این مرحله از لذت بخش‌ترین قسمت‌های رابطه جنسی برای زنان است.

## پوشش
زنان نسبت به جایگاه‌های اجتماعی و فرهنگ‌های مختلف دارای لباس‌های مختلفی هستند. البته در کشور ایران پوشش زنان براساس حجاب اسلامی را اجباری و برای جامعه ضروری و مفید می‌دانند. در عربستان نیز این قانون وجود داشت که در ۲ مهر ۱۳۹۸ برداشته شد و حجاب اختیاری شد.

### پوشش زنان در ایران باستان

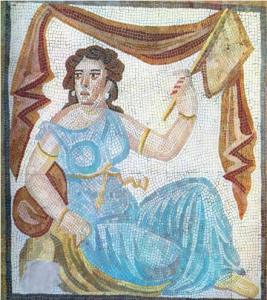
دیوارنگاره‌ای از یک زن ساسانی

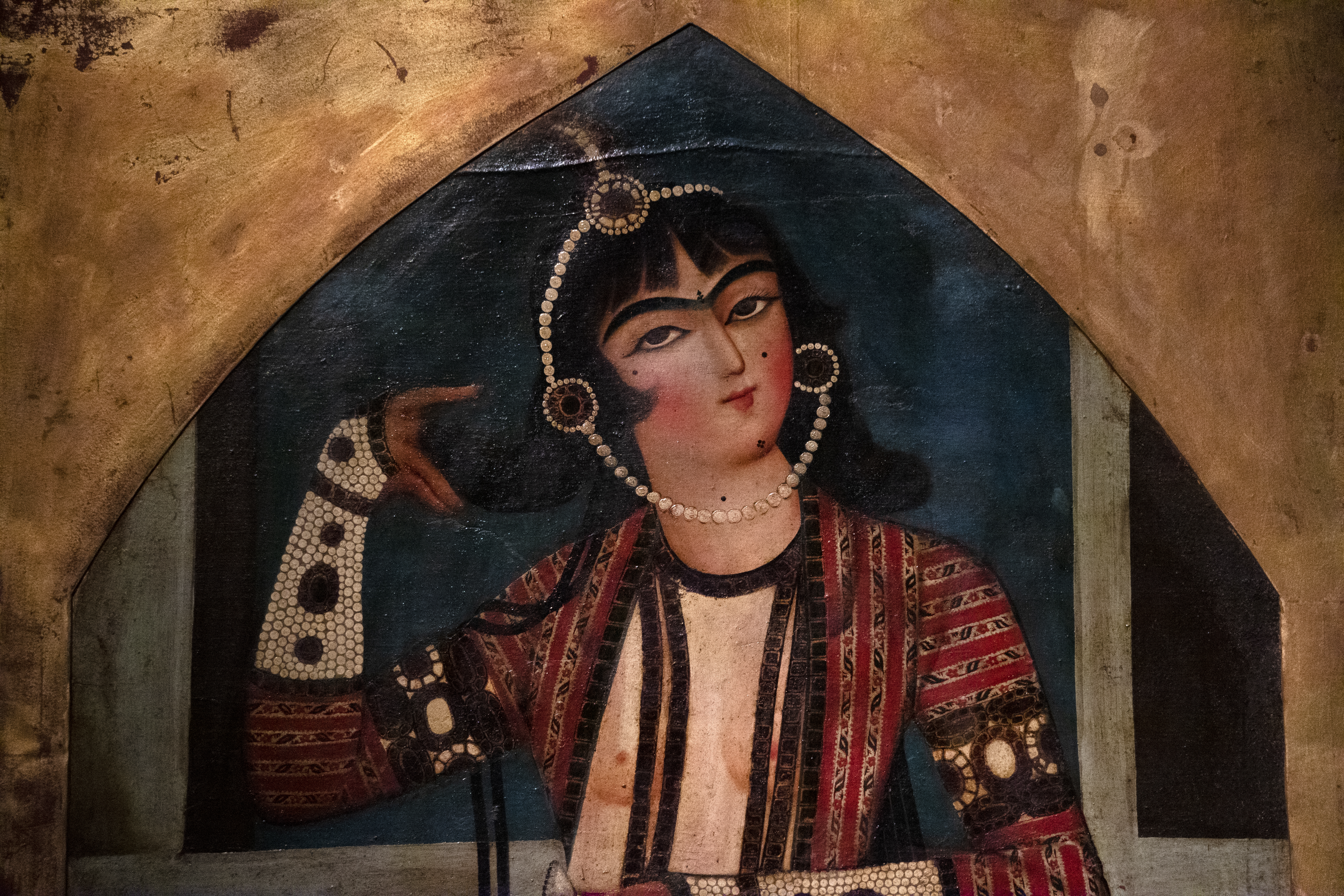
نقاشی تاریخی زن ایرانی متعلق به دوره قاجار با سینه برهنه در موزه تاریخ تفلیس پایتخت گرجستان

به دلیل این که در بناهای تاریخی دورهٔ هخامنشی تصویری از زنان نیست، اطلاعات اندکی در مورد پوشش زنان در دورهٔ هخامنشی وجود دارد.
آزادی حقوق اجتماعی زنان در زمان پارسیها به اندازه‌ای بوده که با وجودی که در ایران تاج و تخت موروثی بوده و پس از فوت شاه کسی از اولاد ذکور او بر تخت می‌نشست، در بعضی از جاها که تابع ایران بودند، تاج و تخت پس از فوت شاه به زنش می‌رسید نه به پسرش. در مُهرهای زیادی زنان ایرانی با لباس چین دار دیده شده‌اند؛ مثلاً بر مهری که در لندن نگهداری می‌شود زنی را می‌بینیم گل نیلوفر بر دست و با موی بلندی که در قسمت پایین چندین گلوله به آن بافته شده‌است. از آن جا که مردان نیز از زیورآلات و جواهر زیادی استفاده می‌کرده‌اند، از این طریق تشخیص مرد و زن بسیار دشوار می‌شود. حتی عناصر زینتی، مانند به دست گرفتن نیلوفر نیز٬در تصویر زنان و مردان مشابه است. علاوه بر این معلوم می‌شود که در سراسر امپراتوری از «مد» واحدی پیروی می‌شده‌است. ظاهراً زنان اشراف، چشم به دربار در تخت جمشید داشته‌اند و می‌کوشیدند از لباس پربهای درباری تقلید کنند. برای نمونه به نگاره‌ای از سنگ آهک که از مصر به دست آمده و امروز در موزه بروکلین نگهداری می‌شود، نظری می‌اندازد.

### در چین
جانگت طبق اصول کنفوسیانیسم دوره سلسله چوسان، زنان موظف بودند که چهره خود را در برابر مردان غریبه بپوشانند، بنابراین زنان هنگام بیرون رفتن از خانه با استفاده از جانگت چهره خود را می‌پوشانند.

## در ادیان
ادیان مختلف شیوه‌های برخورد مختلفی با زنان در طول تاریخ داشته‌اند.
در برخی شاخه‌های دین‌های ابراهیمی، برای دختران جشن تکلیف می‌گیرند. این آیین در یهودیت، بر میتسوا و بت میتسوا نام دارد. حتی اگر قرار نباشد این آیین به‌طور ویژه برگزار شود ممکن است جشن تولد یک سال میان ۱۲ تا ۲۱ سالگی را با لباس‌های ویژه به صورت ویژه جشن بگیرند. مانند کویینسس در آمریکای لاتین.

## در تاریخ

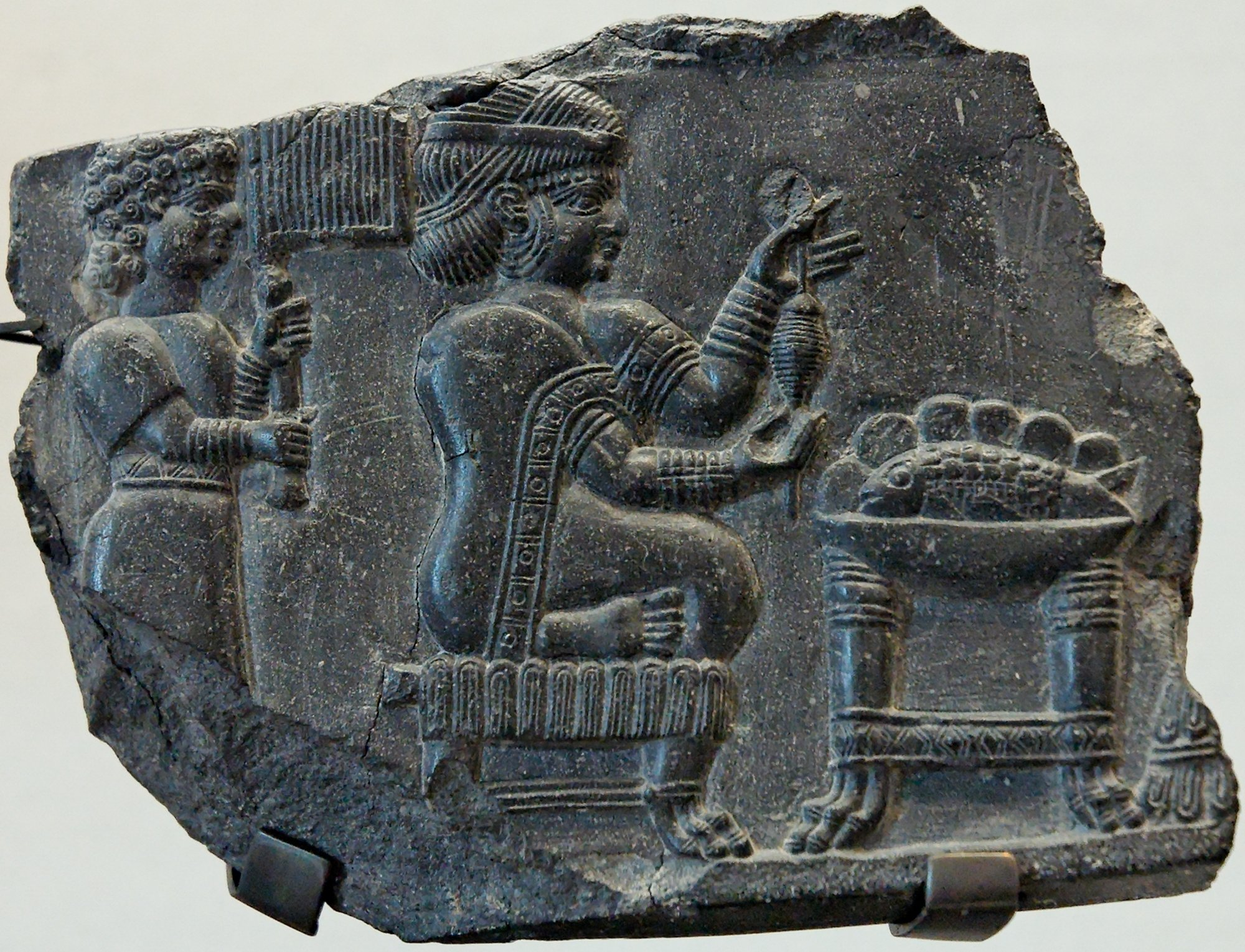
اثر به جای مانده از زن عیلامی به همراه کنیزش که در پشتش ایستاده، این اثر در شوش پیدا شده و هم‌اکنون در موزهٔ لوور است.

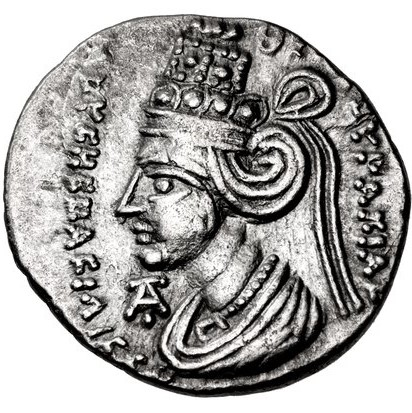
موزا

موزا معروف به تئاموزا، ملکه شاهنشاهی اشکانی از سال ۲ پیش از میلاد تا ۴ میلادی بود. او که در اصل یک دختر برده رومی بود، توسط آگوستوس، امپراتور روم، (حکومت از ۲۷ پیش از میلاد تا ۱۴ میلادی) به عنوان هدیه به فرهاد چهارم، پادشاه اشکانی، (حکومت از ۳۷ تا ۲ پیش از میلاد) داده شد. او به سرعت پله‌های ترقی را پیمود و تبدیل به ملکه و همسر مورد علاقه فرهاد چهارم شد و فرهادک (فرهاد پنجم) را نیز به دنیا آورد. او سپس در سال ۲ پیش از میلاد، فرهاد چهارم را مسموم کرد و خود به همراه فرهاد پنجم، بر شاهنشاهی فرمان راند.
آیین زرتشتی، آشکارا برابری میان زن و مرد را آگاهی می‌دهد ولی در برخی منابع مزدیسنا مانند بندهش از زنان به نیکی یاد نمی‌شود منابع بسیار کم و اندکی دربارهٔ وضعیت زنان در دوران باستان به‌جای مانده‌است اما آنچه از گل نوشته‌های تخت جمشید به‌دست آمده نشان می‌دهد که زنان مانند مردان در اجتماع حضور داشته‌اند، کار می‌کردند. در دوران ساسانیان، بوران‌دخت نخستین زنی که در ایران بر تخت شاهی تکیه زد. .

### زن در یهودیت

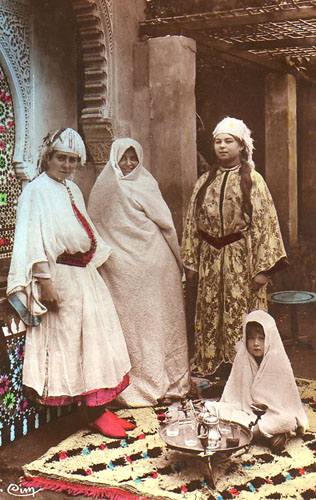
زنان مراکشی-یهودی (۱۹۲۰)

برخی محققان، نقش زنان را در روایات تنخ یهودی کم‌رنگ دانسته‌اند؛ استانسون کتاب مقدس را کتابی سرتاسر مردانه دانست. البته در بین اسرائیلیان، شکلی از مادرسالاری وجود داشته‌است که نشان‌دهندهٔ موقعیت زن در خانواده‌های اسرائیلی است. ساره همسر ابراهیم، راحیل و لیه همسران یعقوب، صفورا همسر و میریام خواهر موسی، استر همسر خشایارشاه، مهم‌ترین زنان عهد عتیق هستند. بنا بر روایت تورات، زن از دندهٔ مرد آفریده شده‌است و در باغ عدن، حوا بود که آدم را به خوردن میوه ممنوعه اغوا کرد؛ و به جزای این گناه شوهرش تا ابد بر وی مستولی شد. در بین اسباط یهود، تنها زنی که به داوری رسید، دبوره بوده‌است؛ که بر اساس هاگادا و متون میدراش، به وی وحی نمی‌شده و در نتیجه، شأن پیامبری نداشته‌است. بر اساس هاگادا، تنها زنی که خدا با او سخن گفته، ساره بوده‌است. در عهد عتیق، تنها بخشی که به جای «پسران اسرائیل»، عبارت «دختران اسرائیل» به کار رفته‌است، موردی بوده‌است که اشعیا دختران صهیون را برای تکبر و خودآرایی سرزنش می‌کند.

#### تفکیک جنسیتی
در کنیسه‌ها، بخش مردان و زنان با پرده‌ای به نام مهیتزا جدا می‌شود.
همچنین یهودیان ارتدوکس معتقدند که زنان باید لباس‌های کاملاً پوشیده به تن داشته باشند و در اماکن عمومی، جدا از مردان بنشینند یا بایستند.

### حرم‌سرا
حرم‌سرا مکانی در قصر بود که زنان و کنیزهای شاه، سلطان یا خلیفه در آن زندگی می‌کردند. حرم‌سراها قدمتی بسیار طولانی در تاریخ بشر دارند و ابتدای حکومت‌های مختلف همراه بوده‌است.

### در یونان باستان

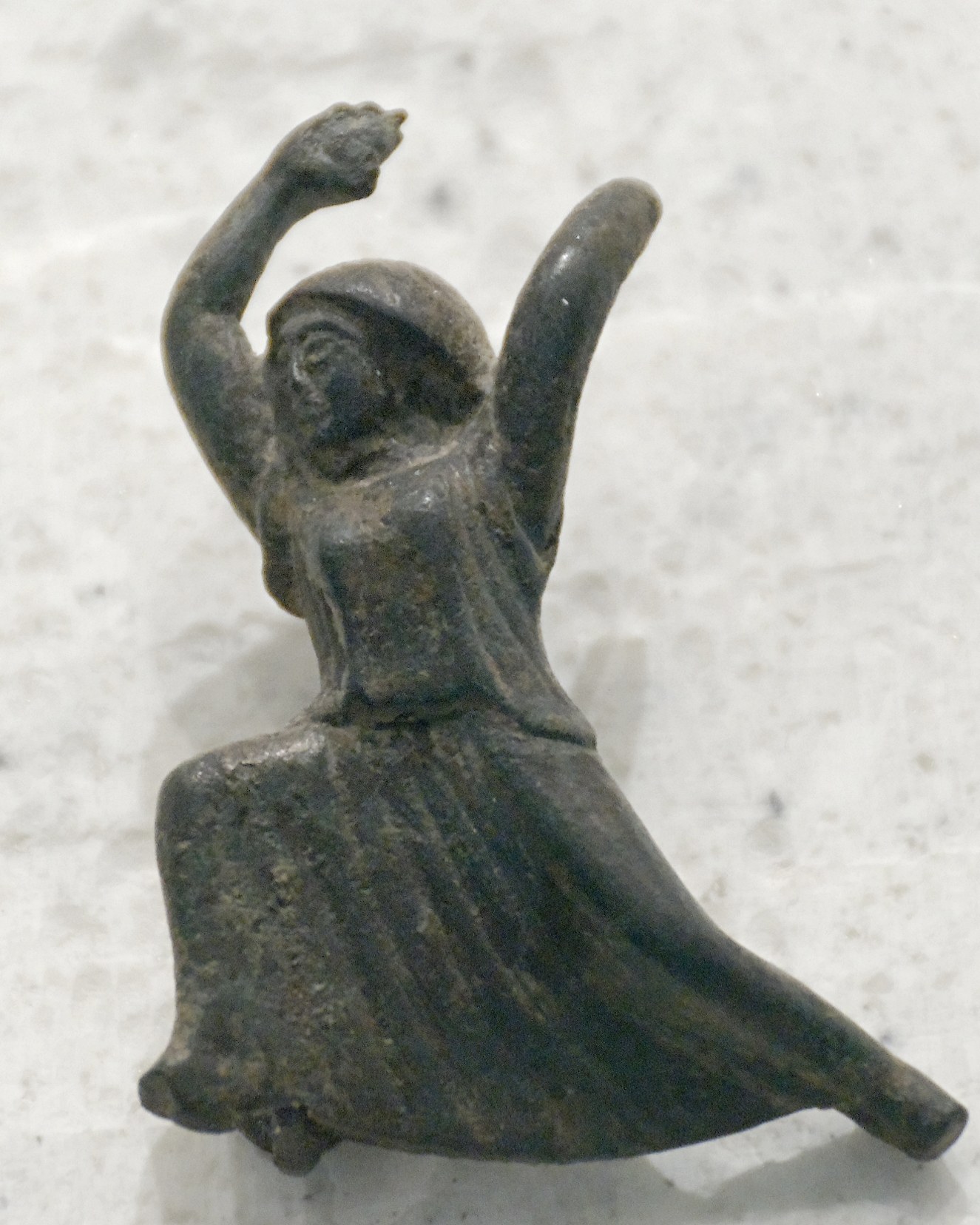
تندیس برنزی یک زن در حال دویدن، نیمهٔ دوم سدهٔ پنجم پیش از میلاد، موزهٔ لوور

در آن دوران زنان اجازهٔ یادگیری هنرهای رزمی را نداشتند در نتیجه نمی‌توانند در دفاع از شهر نقشی داشته باشند. همچنین دختران در نزد مردم نسبت به پسران بسیار غیرمفید دانسته می‌شدند برای همین بیشتر دیده می‌شد که خانواده‌ها فرزندان دختر خود را بر سر راه بگذراند و آن‌ها را در طبیعت رها کنند یا حتی به عنوان برده بفروشند که البته این کار در مورد پسران بسیار کمتر دیده می‌شد. ژان استوبه (سدهٔ پنجم) در مجموعهٔ خود دربارهٔ یونان باستان گفته‌است که دستور کار جا افتاده در ذهن مردم چنین بود: «اگر پسردار شدیم، همیشه آن را بزرگ می‌کنیم و نگه می‌داریم، حتی اگر ندار (فقیر) باشیم، ولی دختر، آن را بر سر راه می‌گذاریم، حتی اگر دارا (ثروتمند) باشیم»
اگر هم فرزند دختری نگه داشته می‌شد و بر سر راه گذاشته نمی‌شد، باز همچنان از بهداشت و توجه کمتری برخوردار بود.
حس بیزاری و نفرتی که در آن دوران نسبت به زنان وجود داشت باعث شده بود که آن‌ها اجازهٔ ورود در کارهای فکری در جامعه را نداشته باشند. سمونید آمورگُس (Sémonide d'Amorgos) در جای دیگر در اشاره به آفرینش پاندورا به دستور زئوس می‌گوید: «این زئوس بود که بدترین چیز ممکن را آفرید: زنان!»
با وجود تمام این محدودیت‌ها استثناهایی در پزشکی، فلسفه و ریاضیات (مکتب فیثاغورسی) وجود داشت. برای نمونه می‌توان از تئانو فیلسوف و ریاضی‌دان یونانی پیرو مکتب فیثاغوری که در سدهٔ ششم پیش از میلاد زندگی می‌کرد، نام برد.

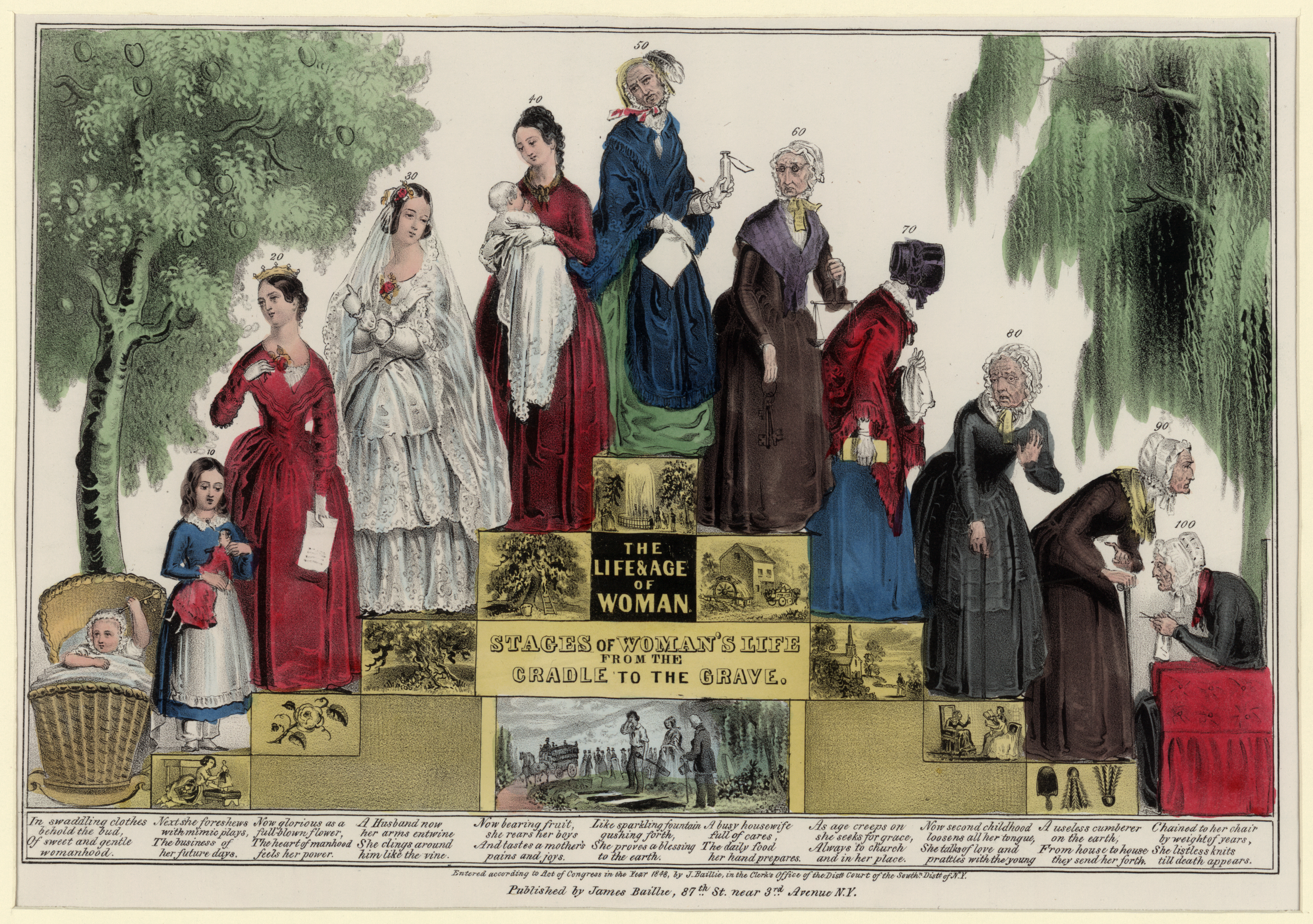
زندگی و سن زنان

در میان اسپارت‌ها شرایط جور دیگری بود، در این سرزمین اگر نگوییم زنان با مردان برابر بودند دست کم می‌توان با اطمینان به نقش‌های درخور توجه آن‌ها در جامعه اشاره کرد. در آنجا زنان از آموزش بهره‌مند می‌شدند و می‌توانستند موسیقی، رقص، آمادگی جسمانی، ورزش‌های پا و مهارت‌های نظامی مانند پرتاب نیزه، پرتاب دیسک و… را فرابگیرند. در آن سرزمین دیده شدن زنان سوار بر اسب یا در حال یادگیری فنون نظامی بسیار معمول و پذیرفته شده بود (نگاه کنید به آموزش‌های اسپارتیان).
اسپارتیان بر این باور بودند که تنها زنان محکم و نیرومند می‌توانند فرزندانی نیرومند در آینده داشته باشند. این باور بدنهٔ جامعهٔ اسپارتیان بود.

### روم باستان
در آن دوران در روم باستان نقش زنان در جامعه با توجه و نسبت به مردان تعیین می‌شد و می‌توان آن‌ها را به سه دسته تقسیم کرد:
1. دختر جوان یا puella, virgo:
2. همسر یک مرد یا uxor, conjux:
3. مادر یک خانواده یا matrona, materfamilias:

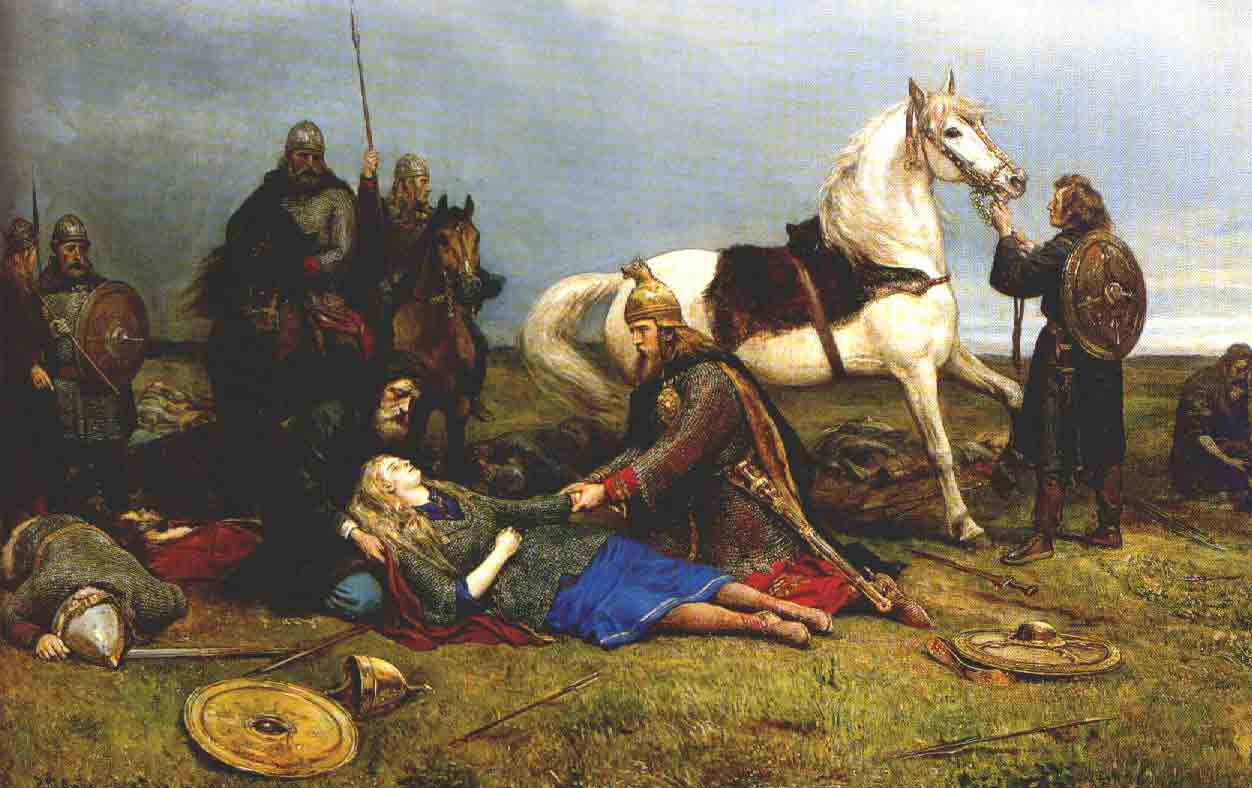
هروور در بستر مرگ در پی جنگ با هون‌ها نقاشی اثر پیتر نیکولای آربو.

سپربانو در اساطیر اسکاندیناوی زنانی هستند که برای جنگجویی انتخاب می‌شدند. سپربانوها در حقیقت آمازون‌های دریایی بودند که توفان‌ها را به حرکت درمی‌آوردند و اقیانوس‌ها را می‌شکافتند. باکره‌های سپر همچنین در داستان‌های دیگر نژاد ژرمن‌ها همچون: گوت‌ها، مارکومان‌ها و کیمبری‌ها نقش داشتند.
بودیکا قدرتمندترین فرماندهٔ یکی از قبیله‌های سلت به نام آی سینی بود. وی پس از مرگ شوهرش، رهبر قبیلهٔ آی سینی شد. اما حاکمان روم در بریتانیا، اعلام کردند که قلمرو آی سینی، باید بخشی از امپراتوری روم محسوب شود، و به همین دلیل، دستور دستگیری وی را صادر کردند. بلافاصله، افراد این قبیله، به رهبری ملکهٔ بلند قد خود، قیام کردند. آن‌ها چند منطقهٔ بسیار بزرگ را به تصرف خود درآوردند و ۷۰٬۰۰۰ رومی و متحدانشان را به قتل رساندند. به دنبال این واقعه، یک ارتش مجهز رومی، قیام را شکست داد و بودیکا مجبور شد خود را مسموم کند. در طول قیام ملکه بودیکا نیمی از مردم بریتانیا در این قیام به وی ملحق شدند.
زنوبیا همسر اودیناتوس شاه تدمر (پالمیرا) بود که بر ضد روم شورید و آسیای کوچک و مصر را به متصرفاتش افزود. زنوبیا یکی از جنگجویان و فاتحان زمان خود بود و در طول جنگ‌های شوهرش در کنار وی بود و بعد از مرگ همسرش برای پسرش وهب اللات (وابالاتوس) نایب السلطنه بود و در طول سلطنت خود به عنوان نایب امپراتوری سراسر قدرت را به تنهایی به صورت دو ژور در دست داشت.

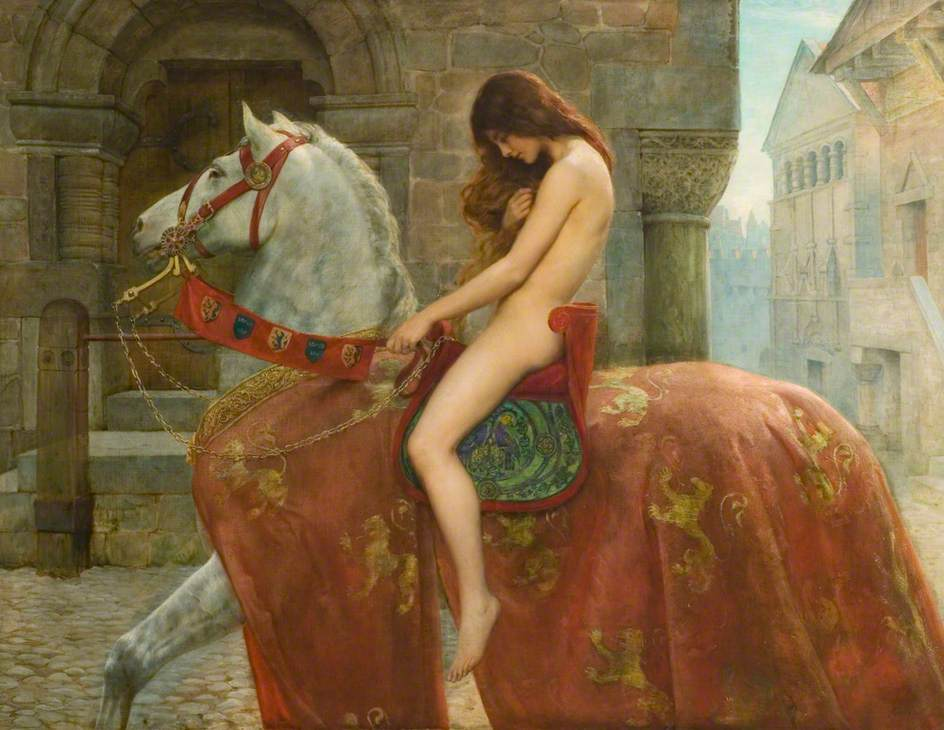
تابلوی بانو گادایوا اثر جان کالیر (۱۸۹۷)

#### بانو گادایوا
بانو گادایوا

#### ملکه‌های اورشلیم
ایزابلا یکم اورشلیم ملکه پادشاهی اورشلیم از سال ۱۱۹۰ میلادی تا زمان مرگش بود. وی دختر آمالریک یکم و ماریا کومنه بود. وی پس از مرگ سیبلا، ملکه اورشلیم به این مقام رسید و چهار بار با افرادی همچون هومفری چهارم، کنراد یکم، هنری دوم و آمالریک دوم ازدواج کرد. وی سرانجام در سال ۱۲۰۵ میلادی در عکا درگذشت تا دخترش ماریا جانشین وی شود.

### زن در مسیحیت

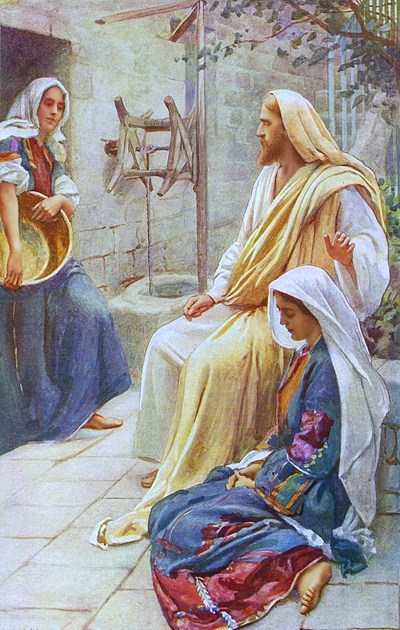
عیسی در خانه مارتا و ماری

نقش زنان در مسیحیت امروزه می‌تواند به میزان قابل توجهی متفاوت باشد؛ زیرا از زمان کلیسای عهد جدید در قرن سوم تاکنون دگرگونی یافته‌است. این مسئله خصوصاً در ازدواج و در کسب مناصب رسمی روحانیت در برخی از فرقه‌های مسیحی، کلیساها و نهادهای کمک‌کننده کلیساها (Parachurch) صادق است. بسیاری از سمت‌های رهبری سازمان یافته برای زنان در کلیسا ممنوع بود، اما اکنون اکثر کلیساها دیدگاه برابری طلبانه‌ای نسبت به نقش زن و مرد در کلیسا دارند.

### زن در اسلام

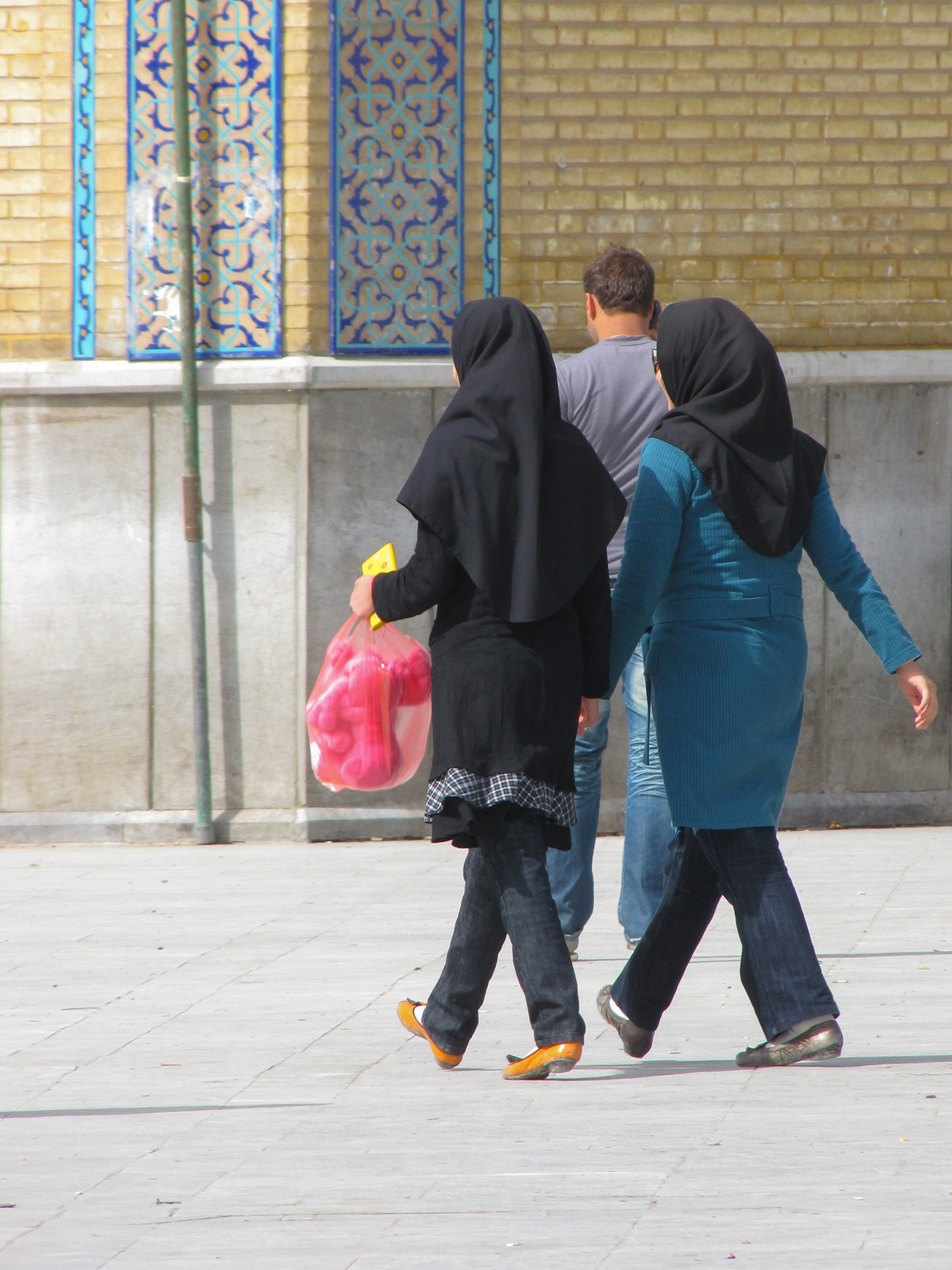
دو دختر با حجاب اسلامی مانتو در شهر قم

موقعیتِ زنان در دین اسلام، مورد اختلافِ نظر بوده‌است. شریعت اسلام، تفاوت‌هایی برای حقوق، تکالیف، و نقش‌های زنان و مردان قائل شده‌است. اسلام، اختلاط بین زنان و مردان نامحرم را ممنوع کرده‌است. خلوت کردن زن و مرد بیگانه در اسلام، حرام است. در صدر اسلام خدیجه دختر خویلد مال‌التجاره‌ای را به محمد سپرد و آن دو پیش از آن که با یک‌دیگر ازدواج کنند، با هم مبادلات اقتصادی داشتند. البته جدایی جنسیتی در اسلام، به معنی نفی هرگونه رابطه اجتماعی زنان و مردان و حذف زنان از اجتماع نیست بلکه فقط زنان حق خوانندگی برای مردان، رفتن به ورزشگاه‌های مردانه و پوشش اختیاری را ندارند و باید مانند مردان از اصول اسلام پیروی کنند.
علی بن ابی‌طالب در نهج البلاغه ذکر کرده‌است: «فَاِنَّهُنَّ ضَعیفاتُ القُوی: زنان از نظر بدنی ضعیف اند.»

#### در سیاست
بی‌نظیر بوتو اولین نخست‌وزیر زن مسلمان در جهان بود که در دسامبر ۲۰۰۷ در پاکستان ترور شد.

#### چندهمسری
چندهمسری و چندزنی چندزنی در یهودیت و اسلام جایز شمرده شده‌است؛ در حالی که در مسیحیت ممنوع است.

#### سهم ارث
از آنجا که کار کردن و حضور زنان در اسلام مطابق قوانین بیشتری نسبت به مردان است، زنان طبق قوانین در خصوص درصد سهم ارث نصف مردان هستند که اسلام با نسبت به موقعیت اجتماعی و اقتصادی بیشتر مرد در جامعه اسلامی آن را تصدیق می‌کند.

#### تفکیک جنسیتی
در اسلام، تنها بودن زن و مردی که خویشاوندی نزدیک با هم ندارند (محرم هم شناخته نمی‌شوند)، ممنوع است؛ اما ارتباط زن و مرد مطلقاً ممنوع نشده‌است. در قرآن، سخن گفتن موسی با دختران شعیب و سلیمان با بلقیس ملکه سبا؛ نمونه‌هایی از این ارتباط به‌شمار می‌رود. در سنت، نیز نمونه‌هایی از ارتباط زن و مرد دیده می‌شود؛ خدیجه دختر خویلد پیش از ازدواج با محمد، مال‌التجاره‌ای را در اختیار او قرار داد و او را برای یک سفر تجاری به شام فرستاد. با این حال در قرآن و حدیث، شواهدی از جدایی جنسیتی موجود است؛ قرآن و سنت محدودیت‌هایی را برای ارتباط زنان و مردان در نظر گرفته‌اند. از جمله این محدودیت‌ها، حجاب برای زنان است؛ که برخی آن را پوشانیدن تمام بدن زن و برخی آن را پوشانیدن بدن زن به جز چهره و کف دست دانسته‌اند. همچنین نظر به نامحرم، در برخی روایت‌ها زنای چشم نامیده شده‌است.

#### برده‌داری
|                  |  |  |
| بازار برده‌فروشان |  |  |

کتاب قرآن در بخش‌های مختلف با تفصیل به موضوع برده‌داری پرداخته و چگونگی نحوه داشتن برده‌های زن و چگونگی برقرار کردن رابطه جنسی با آنان و همچنین آزاد کردن بردگان پرداخته‌است. اسلام اصل برده‌داری را به رسمیت می‌شناسد. بردگی در اسلام، به هفت شکل مختلف (بنابر نظر مشهور) می‌تواند به وجود بیاید.
برده‌داری از موضوعات چالش‌برانگیز و مورد اختلاف دین اسلام است. اگرچه امروزه برده‌داری در دید عرف امری مذموم و ناپسند بوده و از ضوابط حتمی حقوق بشر به‌شمار می‌رود، ولی همچنان اکثریت روحانیون مسلمان معاصر نسبت به این پدیده سکوت اختیار نموده و حتی گروهی از ایشان، به صراحت از برده‌داری دفاع می‌کنند. برای مثال آیت‌الله محمدتقی مصباح یزدی می‌گوید: «مسئله بردگی فی‌الجمله در اسلام پذیرفته شده‌است و ما از آن دفاع می‌کنیم»

#### دیه
مسلمانان معتقد هستند که تمامی احکام اسلام بر پایه مصالح و مفاسد خاصی استوار است. برای هر حکمی، حکمتی است و در جعل هر قانونی، مصلحتی موجود است. دیه زن مالی است که در عوض لطمه بدنی به زن، به او یا ورثه‌اش پرداخت می‌شود. بیشتر فقیهان مسلمان و همچنین قانون مجازات اسلامی، دیه زن را تا یک سوم مبلغ دیه کامل با دیه مرد برابر دانسته و پس از آن، نصف دیه مرد قرار داده‌است؛ ولی تعدادی از فقیهان شیعه دیه زن و مرد را برابر دانسته‌اند.
فقیهان دلیل این نابرابری را تفاوت ارزش مادی زن و مرد ندانسته و آن را به تفاوت‌های اقتصادی و نه انسانی مرتبط دانسته‌اند. عده‌ای نیز معتقدند نصف بودن دیه زن نسبت به مرد، در احکام دیگر نظیر تکفل وی توسط مرد جبران شده‌است.

### در قرون وسطی

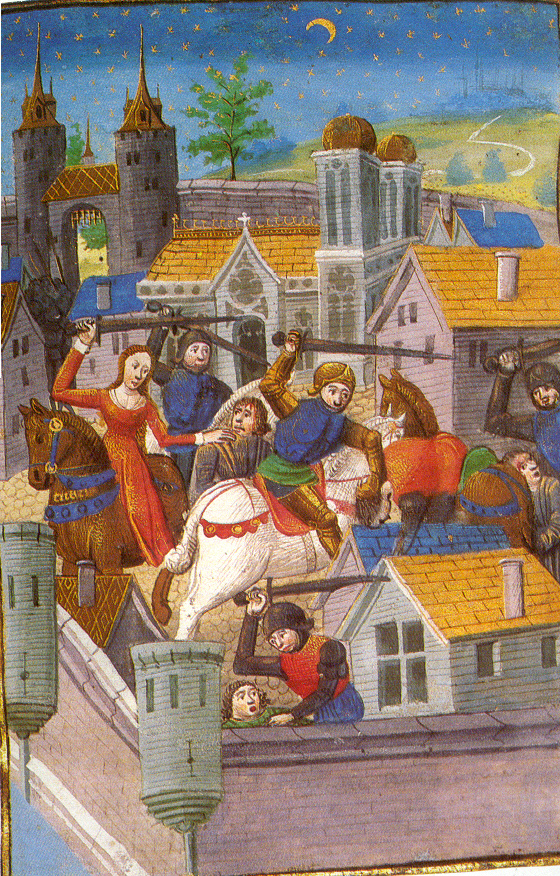
زنان جنگجو در قرون وسطی

دارای چندین نقش گوناگون اجتماعی بودند. زنان در این دوره که قرن پنجم تا پانزدهم میلادی را در تاریخ اروپا به خود اختصاص می‌دهد نقش‌هایی مانند همسر، مادر، دهقان، صنعت‌گر، راهبه و همچنین نقش‌های مهم رهبری مانند رئیسه صومعه یا ملکه سلطنتی را عهده‌دار بودند. مفهوم زن از جهات مختلف و توسط نیروهای گوناگون در سده‌های میانه دگرگون شد.
کریستین دو پیزان وی یک زن ونیزی دورهٔ قرون وسطی بود و به شدت با زن‌ستیزی و خشونت علیه زنان در فرهنگ قرون وسطی مبارزه کرد. او به عنوان شاعر در دوران خود بسیار مورد توجه و تحسین بود.
در قرون وسطی شوهرهای مبارز در جنگ‌های مختلف در اروپا، برای جلوگیری از استمناء و آمیزش جنسی به زنان خود کمربند پاکدامنی وصل می‌کردند و کلید آن را به راهب‌ها می‌دادند.

### در قرن شانزدهم

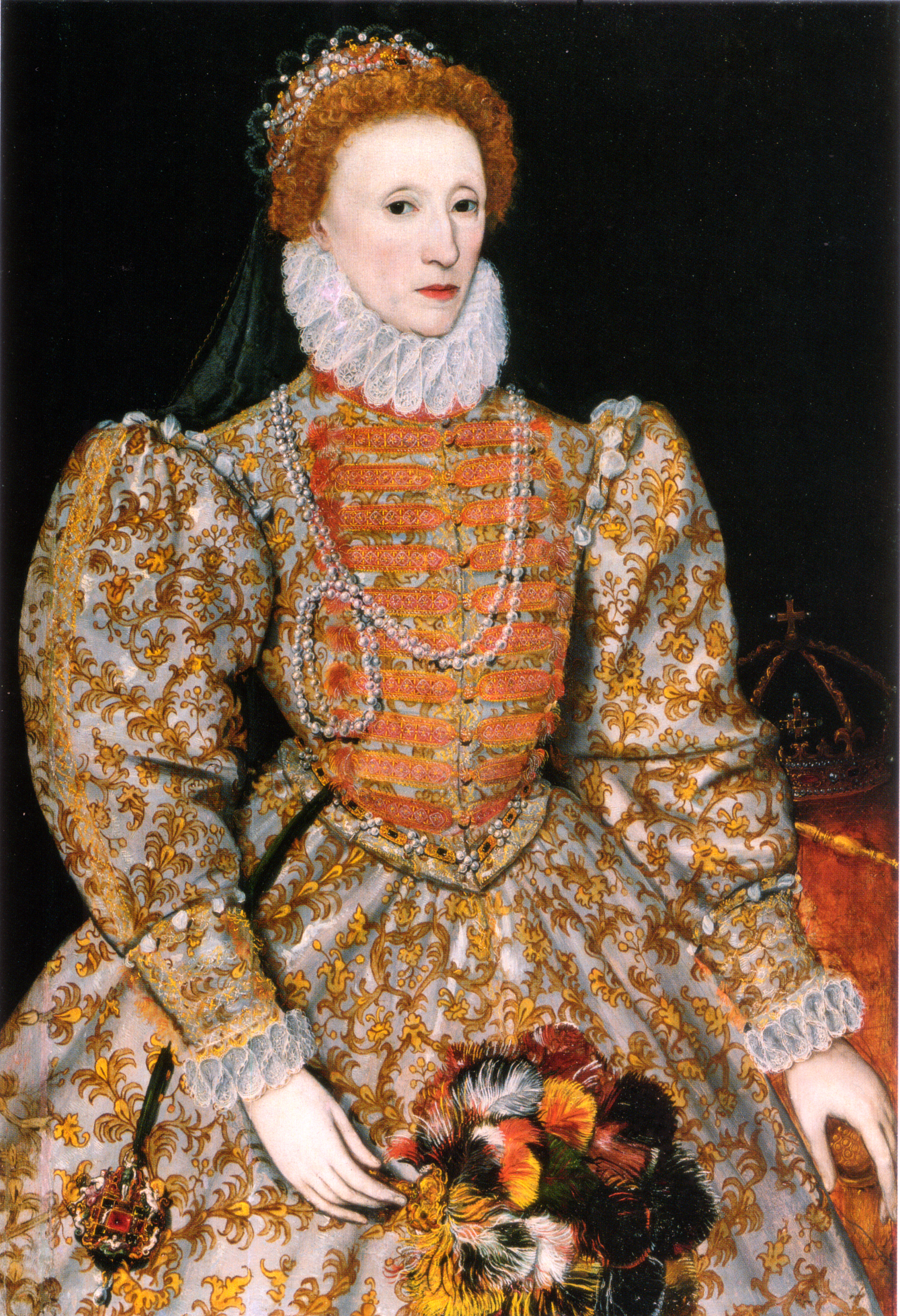
پُرترِهٔ رسمی الیزابت یکم، ملکه انگلستان و ایرلند که احتمالاً در سال ۱۵۷۵ میلادی از وی توسط نقاشی «ناشناس» کشیده شده‌است.

الیزابت یکم ز ۱۷ نوامبر ۱۵۵۸ تا زمان مرگش ملکهٔ انگلستان و ایرلند بود. سلطنت الیزابت به عنوان «عصر الیزابت» شناخته می‌شود و مهم‌تر از همه برای رشد و شکوفایی درام و تئاتر انگلیس که توسط پیشگامانی چون ویلیام شکسپیر و کریستوفر مارلو رهبری می‌شد و نیز به خاطر قابلیت‌های دریانوردی ماجراجویان انگلیسی مانند سر فرانسیس دریک شهرت داشت. بعضی از مورخان در ارزیابی خود کم‌سخن‌تر و خوددارتر هستند، آنان الیزابت را فرمانروایی عصبانی و دودل توصیف می‌کنند که بیش‌تر از بختش برمی‌خورد. در اواخر حکومتش، مشکلات نظامی و اقتصادی محبوبیت او را تضعیف کرد. می‌توان گفت که الیزابت در عصری که دولت متزلزل و محدود و پادشاهان در کشورهای همسایه با مشکلات داخلی که حتی تخت‌وتاجشان را تهدید می‌کرد روبرو بودند بازیگری کاریزماتیک و بازمانده‌ای سرسخت بود.
الیزابت باتوری گرفین مجاری از خانوادهٔ اشرافی باتوری در پادشاهی مجارستان بود که بنا بر روایاتی مرتکب اعمال وحشتناک و بیرحمانه‌ای شد و اکنون در سراسر جهان به عنوان یکی از نمادهای خون‌آشامی شناخته می‌شود. وی یکی از قاتلان سریالی و همچنین بی رحم‌ترین انسان تاریخ بشمار می‌رود.

### در قرن هفدهم
نورجهان زنی ایرانی و همسر بسیار زیرک و بانفوذ جهانگیر از پادشاهان گورکانی هند بود. نورجهان قدرتمندترین ملکه تاریخ کل هند بشمار می‌آید و نقش مفیدی را در تاریخ هند بازی کرده‌است.
ماری لوییز ملکه لهستان اولین بار وی پیشنهادی از پادشاه تازه انتخاب شده لهستان و دوک بزرگ لیتوانی، در سال ۱۶۳۴ به‌دست‌آورد، اما در نهایت وی با سسیلیا رناتا از اتریش، دختر فردیناند دوم، امپراتور مقدس روم و ماریا آنا ازدواج کرد از جهتی این تصمیم برای فرانسه بسیار نامناسب بود و لویی به شدت خشمگین بود زیرا اتحاد جدیدی بین امپراتوری اتریش و امپراتوری لهستان و لیتوانی برقرار شد.
ممتاز محل پس از ملکه نورجهان به عنوان قدرتمندترین ملکه امپراتوری مغول شناخته می‌شود و توانست نقش مهمی با وجود بی علاقگی و عمر کم در مقام ملکه در اداره امور دولت داشته‌است. او دیگر قدرتمندترین و تاثیرگذارترین زن دربار شاهنشاهی در زمانی که امپراتوری گورکانی در اوج شکوه و عظمت خود بود.

### در قرن هجدهم

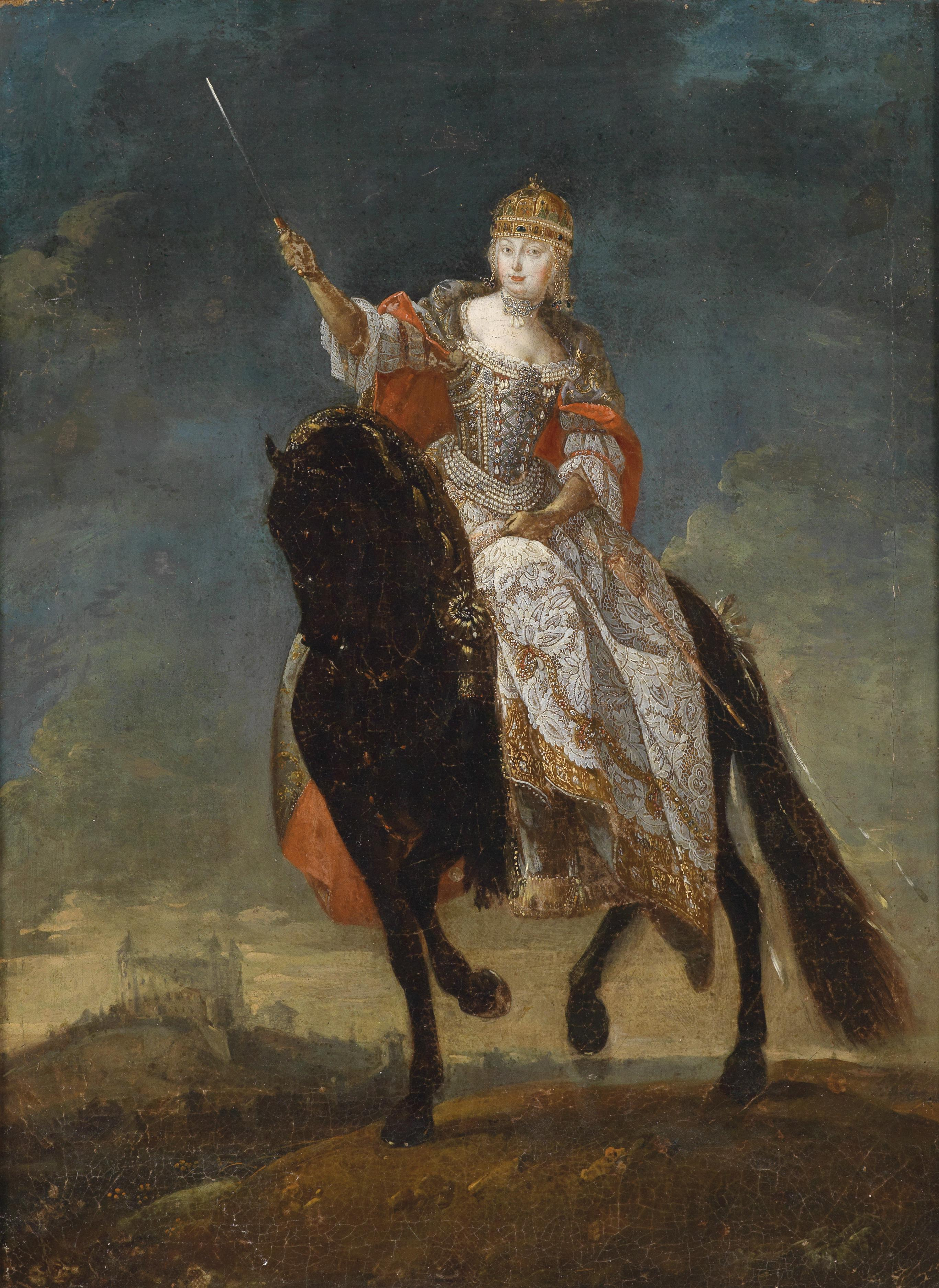
ماریا ترزا به عنوان ملکه مجارستان و اتریش

ماریا ترزا یا ماریای کبیر برای ۴۰ سال فرمانروای (آرک‌دوشس) اتریش، ملکهٔ مجارستان، کرواسی، بوهم، ایتالیا، لهستان، امپراتریس مقدس روم و حاکم المان بود وی در زمانی به قدرت رسید که اوضاع کشور بسیار بهم ریخته بود و جنگ جانشینی برای به دست آوردن سلطنتش به پا شده بود اما وی با اصلاحات مدرن و تلاش بسیار توانست بر همه این مشکلات پیروز شود و امپراتوری اتریش را به یک کشور مقتدر تبدیل کند. ماریا به عنوان یکی از تاثیرگذارترین و قدرتمندترین امپراتریس‌های تاریخ امپراتوری مقدس روم شناخته می‌شود و به دلیل تأثیرها و اقتدار بسیاری که در امپراتوری مقدس روم داشت بیشتر به عنوان امپراتریس ماریا ترزا شناخته می‌شد. ماریا ترزا در سال ۱۷۸۰ از دنیا رفت و پسرش یوزف جانشین او شد. پس از مرگش، اصلاحات وی با دقت و تدبیر افزون‌تری توسط پسرش یوزف دوم پیگیری شدند.
کاترین دوم یا کاترین کبیر امپراتریس و تزاریس مشهور روسیه بود و به مدت ۳۴ سال این مقام را داشت. او بیشتر از هر تزار دیگری بر روسیه حکومت کرد و توانست با چندین جنگ بزرگ و موفقیت‌آمیز و با اصلاحات مدرن به سبک اروپای غربی آن سرزمین را به یک کشور مقتدر و پیشرفته و با ارتشی آموزش دیده و قدرتمند تبدیل نماید. دوران حکومت کاترین کبیر اوج اصلاحات بزرگ و اوج پیشرفت اقتصادی و موفقیت سیاسی و پیروزی‌های نظامی و اوج عصر طلایی تاریخ روسیه به حساب می‌آید همچنین دوران حکومت ملکه کاترین جدا از عصر طلایی بلکه یکی از سیاه‌ترین دورانهای تاریخ این سرزمین بوده‌است.
مستانه یک شاهدخت هندی زنی زیبا، جنگاور، دلیر، هنرمند، باهوش و اهل ادب توصیف شده‌است. روایت‌های بسیاری از سوارکاری، تیراندازی، شمشیرزنی، رقص و آواز خیره‌کنندهٔ مستانه وجود دارد.

### در قرن نوزدهم

سوزان آنتونی لحظاتی قبل از دستگیری و در حال کتک خوردن بخاطر تلاش جهت رأی دادن در انتخابات در سال ۱۸۷۲. او بخاطر ثبت نام برای رأی دادن در انتخابات ۱۰۰ دلار جریمه شد.

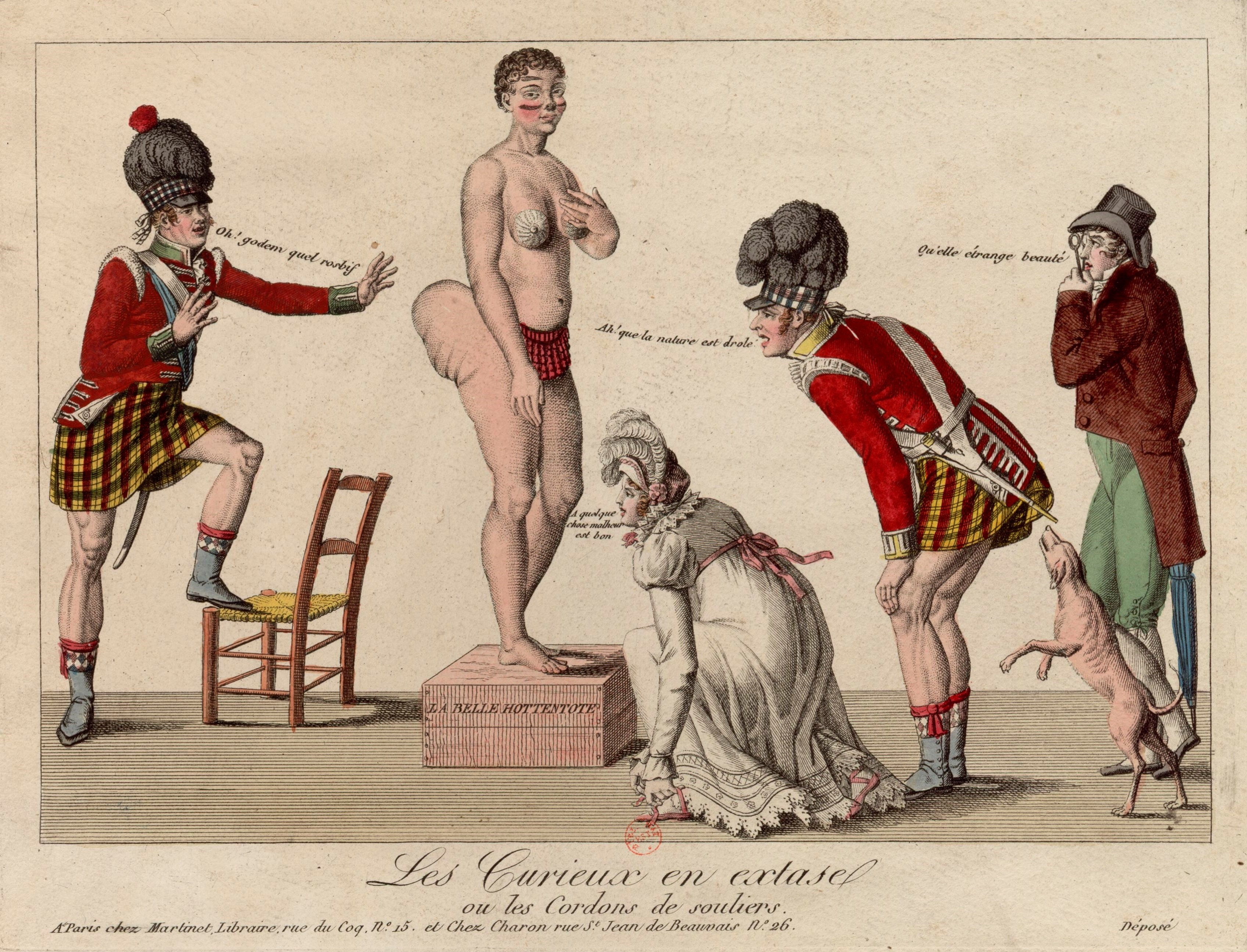
سارا بارتمن

سارا بارتمن معروفترین زن از حداقل دو زن خوی‌خویی است که به عنوان جاذبه‌های نمایش‌ها عجیب‌الخلقه در قرن نوزده در اروپا تحت عنوان «الهه عشق هوتنتوت» به نمایش گذاشته شدند. بارتمن سرتاسر بریتانیا به نمایش گذاشته می‌شود و مردم را سرگرم می‌کند با آنچه به عنوان ویژگی بدنی بسیار عجیب تصور می‌شد. بارتمن تا زمانی که زنده بود هرگز اجازه نمایش این ویژگی را نداد و یک شرح از ظاهر او در لندن در ۱۸۱۰ آشکار می‌سازد که او جامه می‌پوشید اگر چه جامه‌اش تنگ بود. نمایش او سالهای اندکی پس از گذراندن قانون تجارت برده یک رسوایی خلق کرد. رانی جانسی یکی از چهره‌های پیشرو در شورش‌های ۱۸۵۷ هند شد و از نمادهای ملی مقاومت علیه استعمار بریتانیا در هند بشمار می‌رفت.
ساتی یک آیین مذهبی در میان جوامع هندی بود که در آن، زنی که شوهرش را به تازگی از دست داده بود، در مراسم ختم شوهرش، خودش را آتش می‌زد. در هند باستان این رسم اهمیت فرهنگی و دینی بسیاری داشت و نشانه وفاداری زن به شوهر تلقی می‌شد. هر چند بیشتر ساتی‌ها به صورت داوطلبانه انجام می‌گرفت اما فشارهای خانوادگی و اجتماعی و اجبارها زن را به شرکت در این مراسم وامی‌داشت. رسم ساتی هم در بین زنان عادی و هم در بین زنان اشرافی رایج بود و یک فریضه دینی محسوب می‌شد. این سنت دینی از تاریخ ۱۸۲۹م نادر و غیرقانونی شد.
در سال ۱۸۶۱ تزی شیء ملکه قدرتمند و پرنفوذ دودمان چینگ بود. او حکمرانی محافظه کار بود که اصلاحات گوانگجو را برنتافت و او را به حبس خانگی فرستاد. با مرگ او سلسله چینگ بعد از چند سال برچیده شد. او پیش از مرگش پویی دو ساله را به تخت امپراتوری نشاند.

### در قرن بیستم
ملکه ویکتوریا از ۲۰ ژوئن ۱۸۳۷ تا ۱۹۰۱، ملکهٔ پادشاهی متحد بریتانیای کبیر و ایرلند بود. این عهد که دورهٔ ویکتوریایی نامیده می‌شود، با گسترش عظیم امپراتوری بریتانیا همراه و با اوج انقلاب صنعتی مصادف بود؛ عصری از تغییرات عظیم اجتماعی، اقتصادی و فناوری در بریتانیا. ویکتوریا همچنین آخرین فرمانروا از خاندان هانوفر بود.
حقوق زنان به‌طور قابل توجهی در قرن بیستم فراز و فرودهای زیادی داشته‌است. حق رأی زنان به معنی حق شرکت زنان در انتخابات است و از مهم‌ترین رویدادهای تکامل اولیهٔ جنبش‌های مدافع حقوق زنان بود. هواخواهان حق رأی زنان که سافروجتها نیز نامیده می‌شدند؛ کسب حق رأی را مقدمهٔ مشارکت سیاسی زنان در جامعه می‌دانستند. در سال ۱۸۴۸ جنبش حق رأی زنان در ایالات متحده آمریکا به یک جنبش اجتماعی گسترده تبدیل شد. در سال ۱۸۹۳، نیوزیلند نخستین کشوری بود که حق رأی زنان را به رسمیت شناخت.
نیوزیلند نخستین کشور مستقلی بود که حق رأی زنان در نیوزیلند را به رسمیت شناخت. در سال ۱۸۹۳، قانون انتخابات به نفع مشارکت سیاسی زنان تغییر یافت و در سال ۱۸۹۳ زنان برای نخستین بار در انتخابات ملی آن کشور شرکت کردند. کیت شپارد و ماری آن مولر از مهم‌ترین رهبران هواخواه حق رأی زنان در نیوزیلند بودند. تا سال ۱۹۱۹، زنان در نیوزیلند حق نامزدی در مجلس را نداشتند. نخستین زنی که در مجلس نیوزیلند به نمایندگی برگزیده شد، الیزابت مک کومب بود.
مصرف مواد مخدر در زنان در قرن نوزدهم به کرار دیده شد. در اوایل قرن ۱۹ در دوره ادو یا کمی قبل‌تر از آن، توتون به ژاپن آمده بود و اغلب معتادان به مصرف توتون زنان بودند. صنعت سیگار از سال ۱۹۲۰ در ایالات متحده یک فعالیت تبلیغاتی با هدف قراردادن زنان آغاز کرد. به دلیل جذابیت زنان، این کمپین‌ها با پیشرفت زمان و برجسته‌تر شدن بازاریابی، تهاجمی‌تر می‌شوند. با بازاریابی هدفمند جنسیتی، از جمله بسته‌بندی و شعارها (به ویژه سیگارهای "باریکتر" و "سبکتر") و تبلیغ زنان سیگاری در فیلم‌ها و برنامه‌های تلویزیونی معروف، صنعت دخانیات توانست درصد زنان سیگاری را افزایش دهد.
در سال ۱۹۰۸، شورای آلدرمن شهر نیویورک به اتفاق آرا مصوبه ای را تصویب کرد که سیگارکشیدن توسط زنان در انظار عمومی را ممنوع می‌کرد.

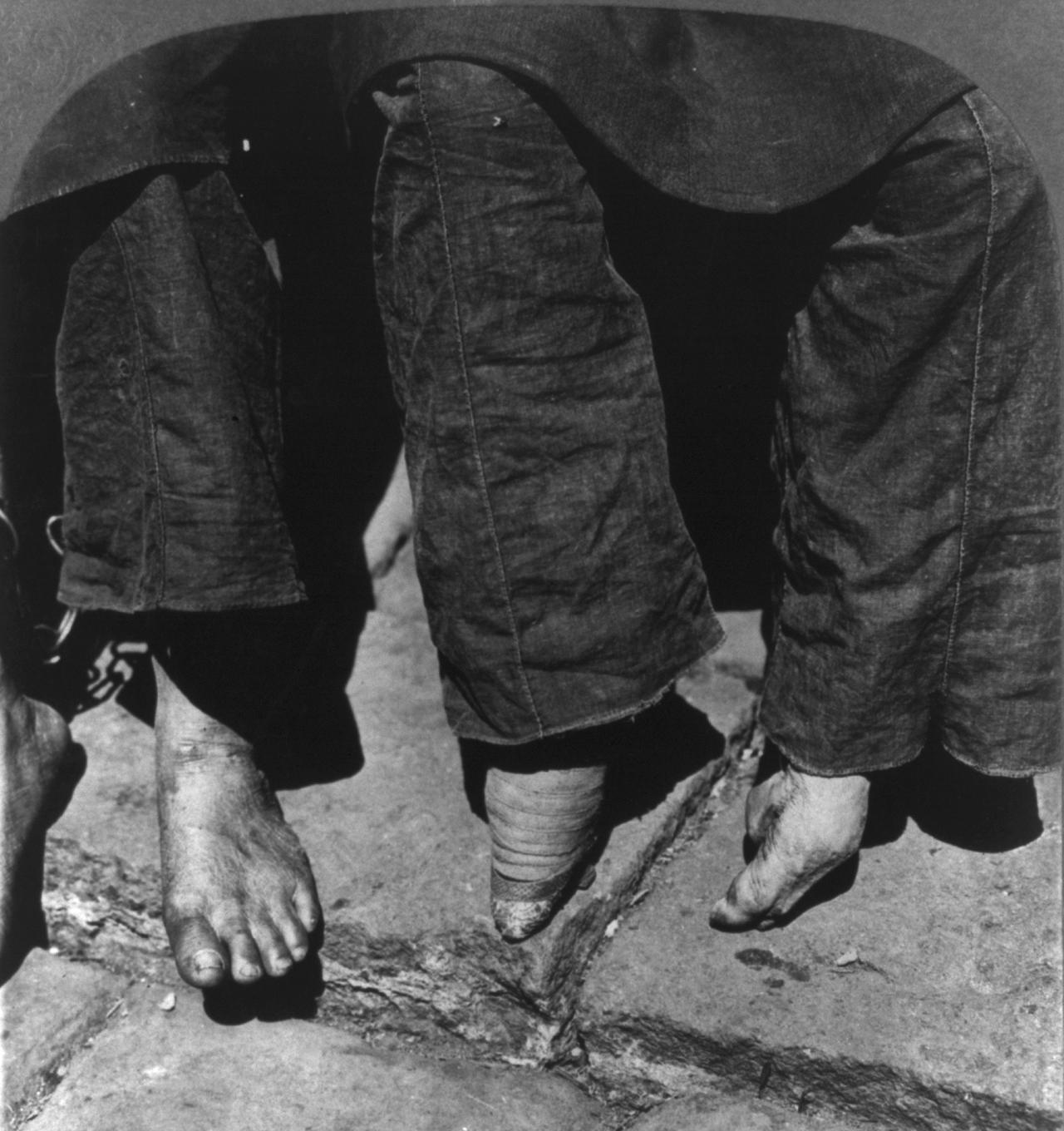
مقایسه پای بسته شده و پای بسته نشده

در چین بستن پا هدف از بستن پاها، متمایز کردن زنان طبقه بالای جامعه از زنان عادی و همین‌طور جلوگیری از «انحراف» زنان بود. بستن پاها کنترل زنان را آسان‌تر می‌کرد زیرا درد ناشی از آن چنان شدید بود که حتی طی کردن مسافت‌های کوتاه را بدون یاری دیگران ناممکن می‌ساخت. در بین طبقات بالای جامعه چین، اگر دختری فاقد پاهای کوچک بود، احتمال یافتن همسری مناسب برای او بسیار ضعیف بود. رسم بستن پاها ادامه پیدا کرد تا زمانی که سلسله مانچو در سال ۱۹۱۱ سرنگون شد.

#### کشف حجاب در ایران
کشف حجاب در روز هفدهم دی ماه ۱۳۱۴ (۱۹۳۵) با فرمان رضاشاه آغاز شد. رضاشاه در این روز همراه با همسرش تاج‌الملوک آیرملو و دو دخترش شمس و اشرف بدون حجاب به دانشسرای تربیت معلم رفت. رضاشاه در سالن دانشسرا گفت: «سعادت کشور و آیندهٔ ملت در دست شما زن‌های ایران است، زیرا شما تربیت‌کننده نسل آینده این آب و خاک هستید.»

#### قدرتگیری زنان در هند
ایندیرا گاندی نخست‌وزیر، سیاستمدار و یکی از برجسته‌ترین و بحث‌برانگیزترین رهبران هند بود. او هنگامی که علیه جنبش جدایی‌طلب خالصتان در پنجاب (هند)، دستور یورش به معبد طلایی را صادر کرد، توسط یکی از محافظانش که پیروی آیین سیک بود، ترور شد.
آرونا آصف علی در جریان نافرمانی مدنی بر ضد حکومت بریتانیا، مدتی را در ۱۹۳۲ و ۱۹۴۱ میلادی در زندان گذراند. او مدتی را نیز در به‌طور مخفیانه زندگی زندگی کرد. در سال‌های ۱۹۴۲ تا ۱۹۴۶ میلادی طی سفرهایی برای تجمیع نیروهای ملی تلاش کرد. او پس از استقلال هند از بریتانیا همچنان به فعالیت سیاسی پرداخت. در ۱۹۵۸ نخستین شهردار دهلی شد. راجکومار آمریت کاور در جنبش استقلال‌طلبی هند فعال بود، بعد از استقلال هند به عنوان نخستین وزیر بهداشت این کشور منصوب شد و از ۱۹۴۷ تا ۱۹۵۷ این سمت را در اختیار داشت.

#### جنگ جهانی دوم و مقاومت فرانسه

سیمون سگوئین یک زن مقاومت فرانسه در ماه اوت سال ۱۹۴۴.

ایرنا برناسکووا روزنامه‌نگار، و نویسنده اهل چکسلواکی بود. وی از فعالین مقاومت چکسلواکی علیه اشغال چکسلواکی در خلال جنگ جهانی دوم بود. او اولین زن چک بود که توسط نازی‌ها اعدام شد.
نور عنایت خان افسر زن بریتانیایی بود که در زمان جنگ جهانی دوم در فرانسه اشغالی به عنوان جاسوس فعالیت می‌کرد. وی سرانجام توسط مأموران رژیم آلمان نازی دستگیر شد و پس از مدتی تیرباران شد.
یولاند بیکمن به زبان‌های انگلیسی، آلمانی و فرانسوی مسلط بود. با شروع جنگ جهانی دوم، او به نیروی هوایی زنان پیوست و در آنجا اپراتوری بی‌سیم را یادگرفت. به دلیل مهارت‌های زبانی‌اش و توانایی کار با بی‌سیم به فرانسه اعزام شد و بعدها توسط نازی‌ها تیرباران شد.
زویا کوسمودمیانسکایا یکی از قهرمانان جنگ بزرگ میهنی روسیه می‌باشد. وی یک پارتیزان روس بود که مدال قهرمانی اتحاد جماهیر شوروی سوسیالیستی را دریافت کرد. او یکی از محترمترین قهرمانان زن شوروی بحساب می‌آید.

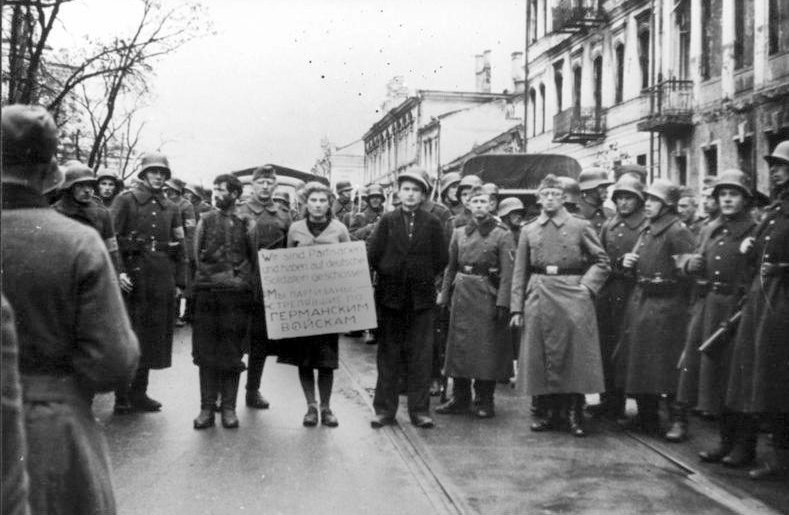
ماشا بروسکینا

ماشا بروسکینا دختر شجاعی اهل بلاروس بود که به عنوان پرستار داوطلب کمک به سربازان زخمی ارتش سرخ شد. او پس از مداوای بیماران به آنها برای فرار کمک می‌کرد. پس از شناسائی او را در مرکز شهر «مینسک» به دار آویختند.
آریادنا اسکریابینا موسیقی‌دان، شاعر، و نویسنده اهل امپراتوری روسیه فعال مقاومت فرانسه بود که در ۲۲ ژوئیه ۱۹۴۴ توسط یک مأمور شبه نظامی فرانسه به قتل رسید. در اشغال فرانسه توسط آلمان، او سازمانده و همچنین عضو فعال مقاومت یهودی فرانسه در جنوب این کشور بود. او در شهر تولوز توسط یک مأمور شبه نظامی فرانسه کمی قبل تر از سقوط رژیم ویشی کشته شد.

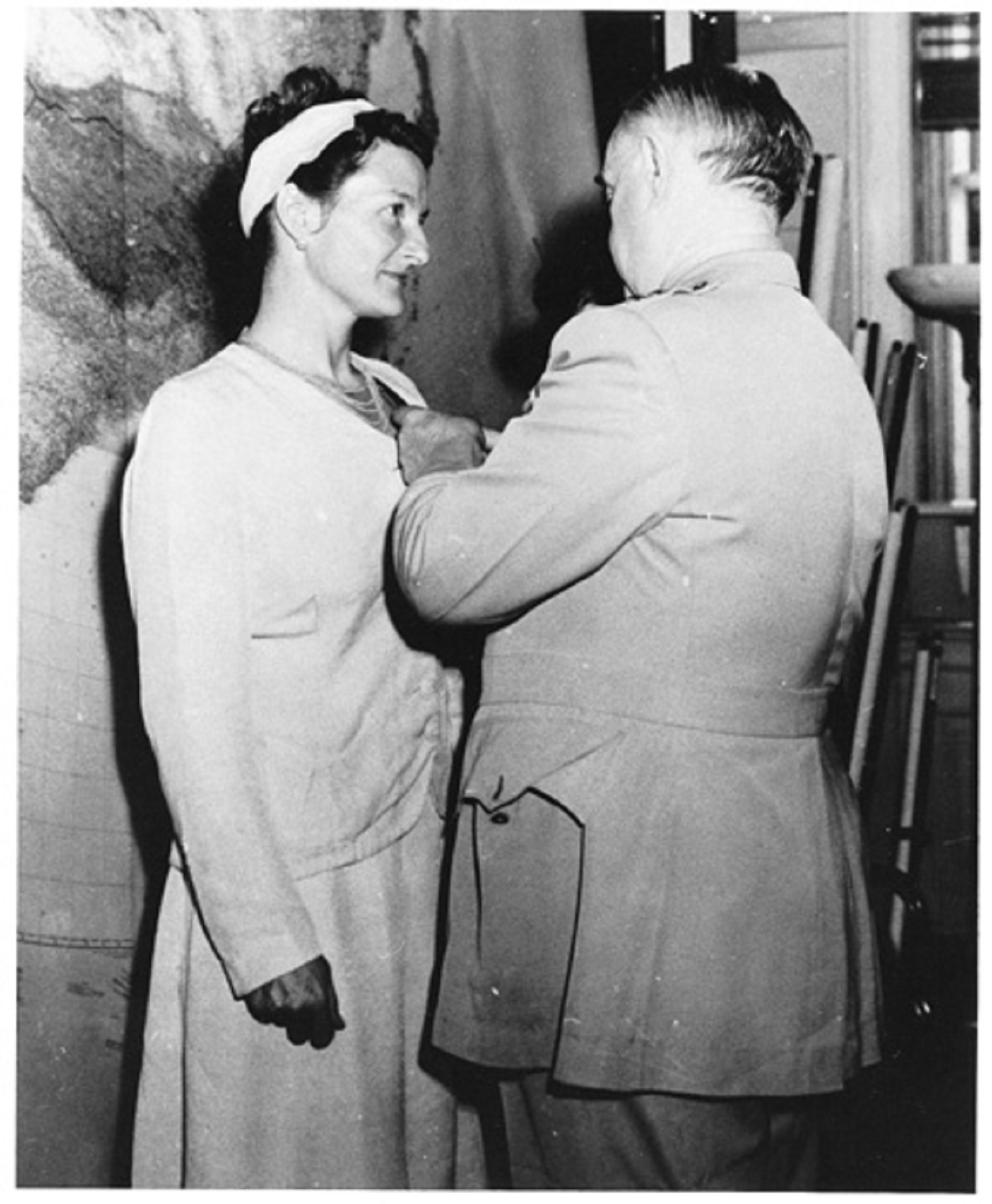
ویرجینیا هال

ویرجینیا هال یک جاسوس آمریکایی که برای اداره عملیات ویژه بریتانیا در طول جنگ جهانی دوم و پس از آن برای اداره خدمات راهبردی و بخش فعالیت‌های ویژه سیا فعالیت می‌کرد. او اولین زن و اولین غیرنظامی بود که به خاطر خدمات او در طول جنگ جهانی دوم، توانست نشان صلیب خدمات برجسته را دریافت کند. آلمانی‌ها و باربی به هال لقب آرتمیس را داده بودند. گشتاپو گزارش داد که او «خطرناک‌ترین جاسوس متفقین» است.
هنگامی که جنگ در اروپا آغاز شد، او خود را به فرانسه رساند و به عنوان راننده آمبولانس در فرانسه مشغول به خدمت شد، تا اینکه فرانسه در اواسط سال ۱۹۴۰ تسلیم شد؛ بنابراین او به بریتانیا رفت و به اداره عملیات ویژه پیوست. او از اوت ۱۹۴۱ تا نوامبر ۱۹۴۲ تحت عنوان گزارشگر روزنامه نیویورک پست و با اسم رمز «ماری» به جاسوسی در فرانسه مشغول بود. هال از پای مصنوعی خود برای مخفی کردن اسناد و مدارک استفاده می‌کرد. در این مدت او در ایجاد مراکز مقاومت علیه نیروهای ویشی کمک شایانی نمود. در ژوئیه ۱۹۴۳، پس از بازگشت به بریتانیا، به‌طور مخفیانه عضو افتخاری نشان امپراتوری بریتانیا شد. در سال ۱۹۴۴، هال به منظور بازگشت به فرانسه به اداره خدمات راهبردی ایالات متحده اداره خدمات راهبردی، شاخه پیشین سازمان سیا پیوست. هال با اسم رمز «دایان» و در نقش پیرزن سالخورده در یک مزرعه به سازماندهی عملیات خرابکاری، پشتیبانی از گروه‌های مقاومت به صورت اپراتور رادیویی، نقشه‌برداری از مناطق و خرابکاری در جابجایی ارتش آلمان کمک کرد.
اودت هالوز فرد نظامی اهل فرانسه بود. دریافت کننده نشان صلیب جرج از انگلستان و نشان امپراتوری بریتانیا، که همچنین به نام اودت چرچیل شناخته می‌شود، افسر اطلاعاتی متفقین در جنگ جهانی دوم بود. موفقیت‌ها و استقامت او در برابر بازجویی‌های وحشیانه در زمان جنگ جهانی دوم، که همچنین در کتاب و یک فیلم به ثبت رسید، او را تبدیل به یکی از معروف‌ترین اعضای هیئت رئیسه عملیات ویژه، سازمان خرابکاری و جاسوسی بریتانیا، کرد. او همچنین در بین افراد کمی بود که از زندان‌های نازی‌ها جان سالم بدر برد.
نانسی ویک فرد نظامی اهل نیوزیلند بود. نانسی ویک به عنوان جنگجویی بی‌رحم و میخواره‌ای قهار شهرت داشت. توانایی گریز نانسی باعث شد گشتاپو لقب موش سفید را به او بدهند.

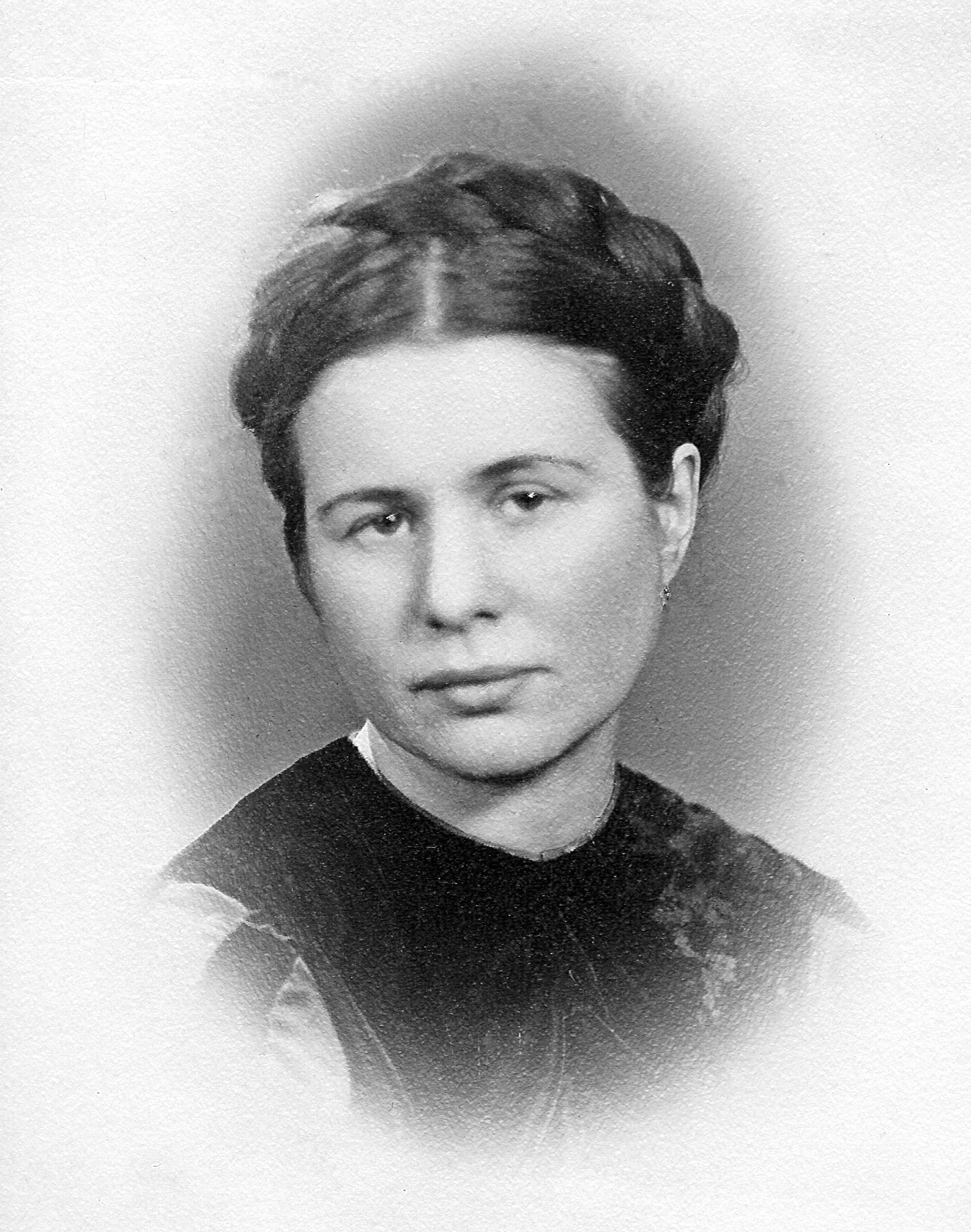
ایرنا سندلروا یک مددکار اجتماعی اهل لهستان

ایرنا سندلروا یک مددکار اجتماعی اهل لهستان و یک کاتولیک بود که در سازمان زیرزمینی لهستانی و مقاومت زگوتا (Żegota) در ورشو تحت اشغال آلمان نازی در جنگ جهانی دوم خدمت می‌کرد. ایرنا سندلر با کمک برخی از اعضای دیگر زگوتا جان ۲۵۰۰ کودک یهودی را از راه انتقال قاچاقی آن‌ها به خارج از محله یهودی‌نشین ورشو نجات داد. او آن‌ها را با ارائه مدارک جعلی، و پناه دادن در خانه‌های فردی و گروهی در خارج از محله یهودی‌نشین از دسترس نیروهای آلمانی نجات داد.

#### جنگ سرد
الزا تریوله نویسنده اهل امپراتوری روسیه بود. او از مبارزان نهضت مقاومت فرانسه بود و برندهٔ جوایزی همچون جایزه گنکور شده‌است. او همچنین با اسم مستعار لوران دانیل نیز شناخته می‌شود. او همسر لویی آراگون، شاعر سورئالیست اهل فرانسه بود.
در سال ۱۹۵۲ الیزابت دوم با درگذشت پدرش در فوریه ۱۹۵۲ رئیس اتحادیه کشورهای همسود و ملکه سلطنتی هفت کشور مستقل مشترک‌المنافع شد: بریتانیا، کانادا، استرالیا، نیوزیلند، آفریقای جنوبی، پاکستان و سیلان. در دوره فرمانروایی او به عنوان یک ملکه مشروطه، تغییرات سیاسی عمده‌ای به وقوع پیوسته‌اند، از جمله تفویض قدرت به دولت‌های محلی در بریتانیا، انتقال حاکمیت ملی کانادا به این کشور از بریتانیا، و استعمارزدایی از آفریقا.
ژوزفین بیکر رقاص، خواننده، و بازیگر زادهٔ ایالات متحده آمریکا بود. وی بین سال‌های ۱۹۲۱ تا ۱۹۷۵ میلادی فعالیت می‌کرد. بیکر در سال ۱۹۳۷ شهروند فرانسه گردید. او همچنین یک فعال جنبش حقوق مدنی آمریکایی‌های آفریقایی‌تبار بود. از فیلم‌هایی که وی در آن نقش داشته‌است، می‌توان به زلیگ اشاره کرد. 

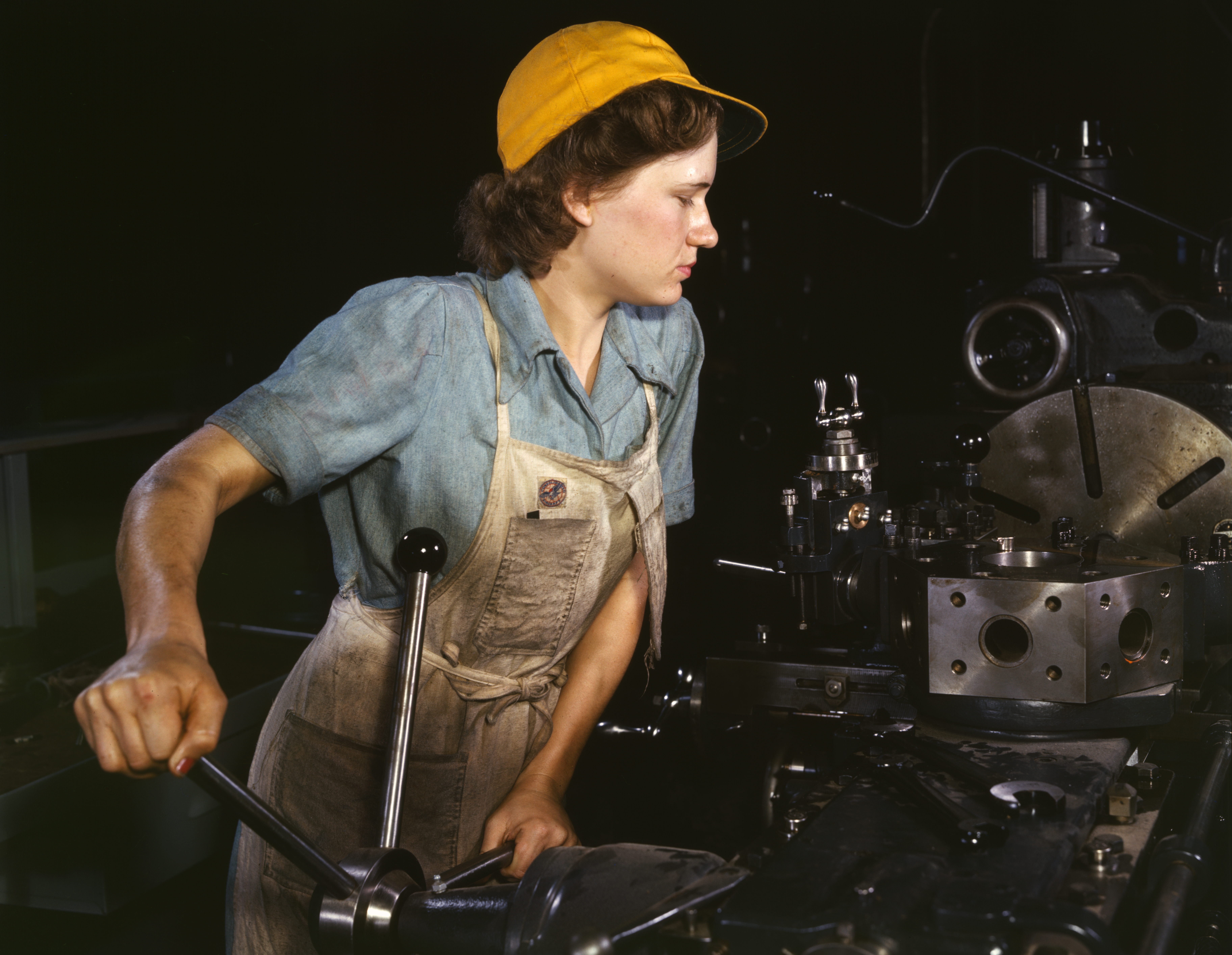
رزی پرچ‌کن

ادیت پیاف خوانندهٔ کاباره‌ای و شانتوز برجستهٔ تاریخِ موسیقی فرانسه و از چهره‌های شاخص این کشور در دهه‌های ۱۹۴۰ و ۱۹۵۰ بود. دو ترانهٔ «زندگی به‌رنگ صورتی» و «حسرت هیچ چیز را نمی‌خورم» او دارای شهرت جهانی است.
صبیحه گوکچن خلبان زن اهل ترکیه و دخترخوانده آتاتُرک بود. بنابر اطلاعات دانشگاه هوایی (وابسته به نیروی هوایی ایالات متحده)، صبیحه گوکچن در سن ۲۳ سالگی اولین خلبان زن هواپیماهای جنگنده در سرتاسر جهان است. او یکی از هشت کودکی بود که مصطفی کمال آتاترک آن‌ها را به فرزندخواندگی پذیرفته بود. فرودگاه بین‌المللی صبیحه گوکچن در استانبول به یاد او نامگذاری شده‌است.

#### زنان در دوران دودمان پهلوی

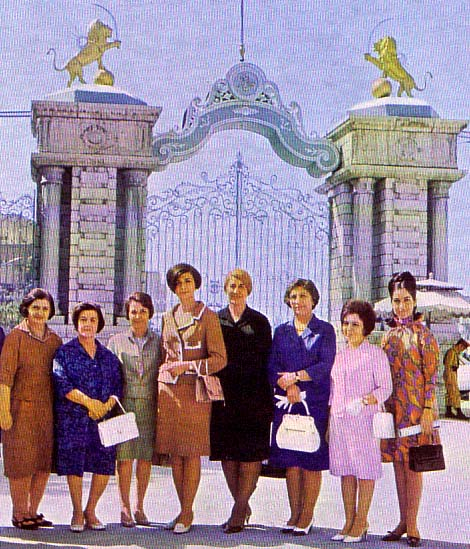
زنان ایرانی پارلمان - سال ۱۳۴۷

در تاریخ ششم بهمن ۱۳۴۱ قانون انتخابات در چهارچوب انقلاب سفید اصلاح شد و دستاورد اصل پنجم انقلاب شاه و مردم شرکت زنان در انتخابات در شرایط حقوقی مساوی با مردان بود چه برای انتخاب شدن و چه برای انتخاب کردن بود. زنان چون مردان توانستند در تعیین سرنوشت خودشان برای نخستین بار نقشی مهم بازی کنند و حق رای به دست آورند.
در ۱۳۴۶ قانون حمایت از خانواده تصویب شد. این قانون طلاق یک‌طرفه را لغو می‌کرد. چندهمسری به سختی انجام می‌گرفت. زن‌ها حق درخواست طلاق گرفتند و برای سرپرستی کودک نیز مادر به حساب آمد، کودک پس از درگذشت پدر به مادر سپرده می‌شد. اصلاحات دیگری که اصل پنجم انقلاب شاه و مردم در قوانین انتخابات و تدوین قانون به وجود آورد، شرکت در انتخابات و تشکیل انجمن‌های استان و شهرستان، انجمن‌های شهر و ده، قانون نظام صنفی و ایجاد شوراهای آموزش و بهداری بود که مستقیم یا غیرمستقیم حاصل شد.
سید روح‌الله خمینی این تصویب‌نامه قانون انتخابات که دو شرط مرد بودن و مسلمان بودن از آن حذف شده بود، دسیسهٔ خطرناکی برای لطمه زدن به اسلام و روحانیت خواند و در سخنرانی‌اش در قم گفت: «دولت تصویب‌نامهٔ خلاف شرع صادر می‌کند، به زن‌ها حق رای می‌دهد، نوامیس مسلمین در شرف هتک است، می‌خواهند دختران نجیب هجده ساله را به نظام اجباری ببرند، دختر و پسر در آغوش هم کشتی می‌گیرند، دختران عفیف مردم در مدارس زیر دست مردها درس می‌خوانند، مردم از گرسنگی تلف می‌شوند و آن‌ها برای استقبال از اربابان خود ۳۰۰٫۰۰۰ تومان گل از هلند می‌آورند، قرآن اسلام در خطر است، اسرائیل نمی‌خواهد در این مملکت قرآن باشد، خطر امروز بر اسلام کمتر از خطر بنی امیه نیست، اهل منبر را تهدید می‌کنند، اسرائیل زراعت و تجارت ما را قبضه کرده‌است، دولت روز ننگین هفدهم دی را جشن می‌گیرد، به فرقه ضاله همراهی می‌کند، مطبوعات به روحانیون اهانت می‌کنند»

مارگارت تاچر و محمدرضا پهلوی در کاخ نیاوران (۱۹۷۸)

مارگارت تاچر مارگارت تاچر نخستین نخست‌وزیر زن تاریخ بریتانیا و همچنین رهبر سابق حزب محافظه‌کار بریتانیا بود. وی در سال ۱۹۷۵ به رهبری این حزب برگزیده و چند سال بعد در ۱۹۷۹ با شعار بهبود اوضاع اقتصادی از سوی محافظه‌کاران نامزد شد و به نخست‌وزیری بریتانیای کبیر رسید و تا سال ۱۹۹۰ در هر دو سمت باقی‌ماند. از نظر صلابت سیاسی وی را هم تراز وینستون چرچیل نخست‌وزیر مشهور و با نفوذ دهه‌های ۱۹۴۰ و ۱۹۵۰ بریتانیا می‌دانند. حمایت تاچر از بازار آزاد، کاهش خدمات دولتی و واگذاری سازمان‌های دولتی به بخش خصوصی، برخی از سیاست‌های مشهور او بود که به «تاچریسم» معروف است. پافشاری بر سیاست‌های اقتدارگرایانه و محافظه‌کارانه وی که منتقدان بسیاری داشت و مقابله او با قدرت گرفتن اتحادیه‌های کارگری در بریتانیا او را به «بانوی آهنین» مشهور کرد.

#### اتو کردن پستان
اتو کردن پستان بیشتر در کشور کامرون برای کاهش جذابیت جنسی دختران کمتر در معرض تجاوز و ازدواج زودهنگام قرار بگیرند، انجام می‌شود.

#### آلت دوزی
آلت‌دوزی توسط سازمان بهداشت جهانی به عنوان برداشتن لبه کوچک و لبه بزرگ و بخیه زدن فرج تعریف شده‌است. هم‌اکنون این کار بیش‌تر در شمال شرقی آفریقا، به ویژه جیبوتی، اریتره، اتیوپی، سومالی و سودان صورت می‌پذیرد. در زمان ازدواج، آلت زنی که این عمل بر روی وی انجام گرفته، توسط کیر شوهر یا توسط چاقو باز می‌شود و در زمان زاییدن نیز سوارخ را عمیق‌تر می‌کنند و پس از آن دوباره آن را می‌بندند که به آن «آلت‌دوزی دوباره» نیز می‌گویند. این عمل سبب دردهای شدید مزمن، اختلالات ادراری، عدم باروری، دشواری زایش، فیستول زایمانی و خونریزی منجر به مرگ می‌شود.

#### جنگ بوسنی
در طول جنگ بوسنی، نیروهای صرب استراتژی سوءاستفاده جنسی از هزاران زن و دختر مسلمان در جنگ (تجاوز جنسی در جنگ) بوسنیایی را در پیش گرفتند. اطلاع دقیقی از تعداد قربانیان تجاوز سیستماتیک صرب‌ها در دست نیست اما تخمین‌هایی در حدود ۲۰ تا ۵۰ هزار مورد موجودند. تجاوزهای دسته‌جمعی بیشتر در شرق بوسنی و سارایوو صورت گرفتند. تعداد زیادی از درجه‌داران و سربازان صرب بعدها در دادگاه به انجام جنایت جنگی متهم گشتند.

#### آموزشگاه خیاطی سوزن‌طلا
آموزشگاه خیاطی سوزن‌طلا یک مدرسهٔ دخترانهٔ زیرزمینی و پنهان در هرات و دروران حاکمیت طالبان بود. بر اساس تفسیر صریح طالبانی از شریعت، زنان و دختران اجازه تحصیل و کسب علم را ندارند. این شهر به دلیل فرهنگی بودن و حضور شیعیان در آن، تحت شدیدترین کنترل‌های عقیدتی طالبان قرار داشت.

### در قرن بیست و یکم
آیلین وورنوس یک قاتل زنجیره‌ای اهل ایالات متحده آمریکا بود. او در سال ۲۰۰۲ میلادی به جرم کشتن حداقل ۷ مرد در اواخر دهه ۱۹۸۰ و اوایل دهه ۱۹۹۰ میلادی اعدام شد. وی یکی از چهره‌های ترسناک میان جامعه زنان است.

#### ممنوعیت روبنده
روبنده در ابتدای قرن بیست و یکم توسط بیشتر کشورهای اروپایی منع و محدود شد. همچنین گزارش‌های تخلفات سرقت از مغازه‌ها با جاساز اجناس زیر چادرها، به این محدودیت‌ها افزود.

#### روز ملی چاک سینه
روز ملی چاک سینه رویدادی سالانه است که در آن زنان با پوشیدن لباس‌هایی یقه باز چاک سینه خود را نمایان می‌کنند . این روز نخستین بار در آوریل ۲۰۰۲ در آفریقای جنوبی برگزار شد. یکی از هدف‌های این روز تشویق بانوان به نشان دادن چاک سینه‌شان و زیبایی‌های این بخش بدنشان است. همچنین بخشی از پول جمع شده در این روز صرف پژوهش‌هایی در ارتباط با درمان سرطان سینه می‌شود.

#### ‏بریدن آلت زنانه

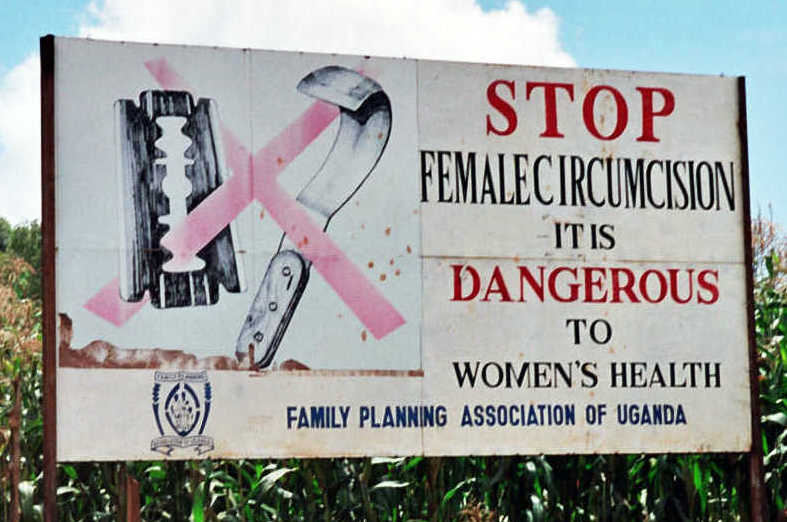
یک بنر تبلیغاتی در نفی مثله‌کردن جنسی زنان در جاده‌ای در کاپچوروا، اوگاندا

از سال ۲۰۰۳ به ابتکار کمیته بین آفریقایی مناسک سنتی اثرگذار بر سلامت زنان و کودکان و با تصویب کمیسیون حقوق بشر سازمان ملل روز ۶ فوریه هرسال به عنوان روز بین‌المللی عدم هرگونه مدارا با مثله کردن جنسی زنان نامگذاری شده‌است. به گفته مدیر بنیاد جمعیت سازمان ملل، تورایا احمد عبید، این بنیاد خواستار تعهد جدی‌تر دولت‌ها برای سرمایه‌گذاری و اجرای برنامه‌هایی جهت پیشگیری از این عمل است و تأیید می‌کند که بین ۱۲۰ تا ۱۴۰ میلیون زن در سراسر جهان، ناقص‌سازی جنسی شده‌اند و سه میلیون دختر هر ساله در معرض خطر آن قرار دارند.

#### آمینه تایلر
آمینه تایلر یک وبلاگ‌نویس، و دانش‌آموز اهل تونس است. وی یکی از اعضای خیزش فمن است که مارس ۲۰۱۳ تصویر از سینه‌های برهنهٔ خود در فیسبوک پخش کرد و روی آن نوشت «جسدم مال من است و شرف کسی نیست» (جسدی ملکی لیس شرف أحد). به دلیل اینکه این نوع کار در تونس سابقه نداشته‌است کار وی در تونس باعث ایجاد جنجال در میان مردم شد. اما این کار توسط گروه‌های لیبرال تونسی مورد حمایت قرار گرفت.

#### کارزار ممه‌لرزه
کارزار ممه‌لرزه نام کارزاری بود که در آوریل ۲۰۱۰ در واکنش به سخنان کاظم صدیقی، امام جمعه موقت تهران، در مورد زمین‌لرزه و نقش زنان بدحجاب در وقوع آن، در شبکهٔ اجتماعی فیس‌بوک به راه افتاد. حدود ۲۰۰ هزار نفر در ۲۶ آوریل در «سینه لرزه» شرکت کردند. بعضی از زن‌ها با لباس‌هایی که شکاف بین سینه‌هایشان را در معرض دید قرار می‌داد به فعالیت‌های روزانه خود پرداختند اما بعضی دیگر در سرتاسر آمریکا دست به تجمعاتی زدند که توجه رسانه‌ها را به خود جلب کرد. آن‌ها پلاکاردهایی در دست داشتند که بر روی آن‌ها نوشته بود «خط سینه برای علم»، «عفو عمومی» و «خدا از سینه متنفر است».

#### باند صورتی
در سال ۲۰۱۰ باند صورتی گروهی ۱۴۰ هزار نفری از زنان هندی بود که با بی‌عدالتی علیه زنان -از قبیل خشونت جنسی و جسمی، بی‌سوادی، ازدواج در سن پایین، زورگویی خانواده شوهر و نابرابری اجتماعی مبارزه کردند.

#### دوشیزه مسلمان دنیا

دوشیزه مسلمان دنیا

اکا شانتی، مؤسس انجمن زنان مسلمان و بنیان‌گذار مراسم دختر شایسته جهان اسلام، هدف از راه‌اندازی چنین رقابت‌هایی را ایجاد آلترناتیو اسلامی در مقابل رقابت‌های دختر شایسته جهان توصیف می‌کند. اکا شانتی تا سال ۲۰۱۰ گوینده خبر تلویزیون اندونزی بود اما بعد از آنکه در مقابل درخواست مدیران خود برای برداشتن حجابش مخالفت کرد، از کار اخراج شد و بعد از آن تصمیم گرفت با همکاری انجمن زنان مسلمان اندونزی دوشیزه مسلمان دنیا را راه‌اندازی کند.

#### فرهنگ تجاوز
در سال ۲۰۱۱ در تورنتو، پس از اینکه یک افسر پلیس تورنتو برای پیشگیری از تجاوز جنسی پیشنهاد کرد که زنان باید از پوشیدن لباس‌های نامناسب مانند سلیطه‌ها خودداری کنند. بعد از کانادا، تظاهرات متعاقبی در سر تا سر جهان در اعتراض به فرهنگ تجاوز رخ داد.

#### تجاوزات در دهلی
در طی تجاوز گروهی ۲۰۱۲ دهلی دختری ۲۳ ساله، سوار یک اتوبوس می‌شود و مورد حملهٔ ۶ مسافر مست و رانندهٔ اتوبوس قرار می‌گیرد. این ۶ مسافر که یکی از آنها یک پسر ۱۷ ساله بوده‌است همراه با رانندهٔ اتوبوس به مدت یک ساعت به این دختر جوان تجاوز می‌کنند و پسر همراه وی را کتک می‌زنند. سپس وی را همراه با پسری که همراهش بوده‌است با میلهٔ آهنی کتک می‌زنند و آنها را از اتوبوس به بیرون پرت می‌کنند.

#### ابتلا به سرطان تخمدان
در سال ۲۰۱۲، شمار ۲۳۹۰۰۰ زن در سطح جهان به سرطان تخمدان مبتلا شدند که ۱۵۲۰۰۰ مورد تلفات به همراه داشت. طبق این آمار، این بیماری به عنوان هفتمین-نوع رایج سرطان و-هشتمین عامل مرگ ناشی از سرطان در زنان شناخته شد. این بیماری نسبت به آفریقا و آسیا، در آمریکای شمالی و اروپا رایج تر است.

#### آزادی پستان

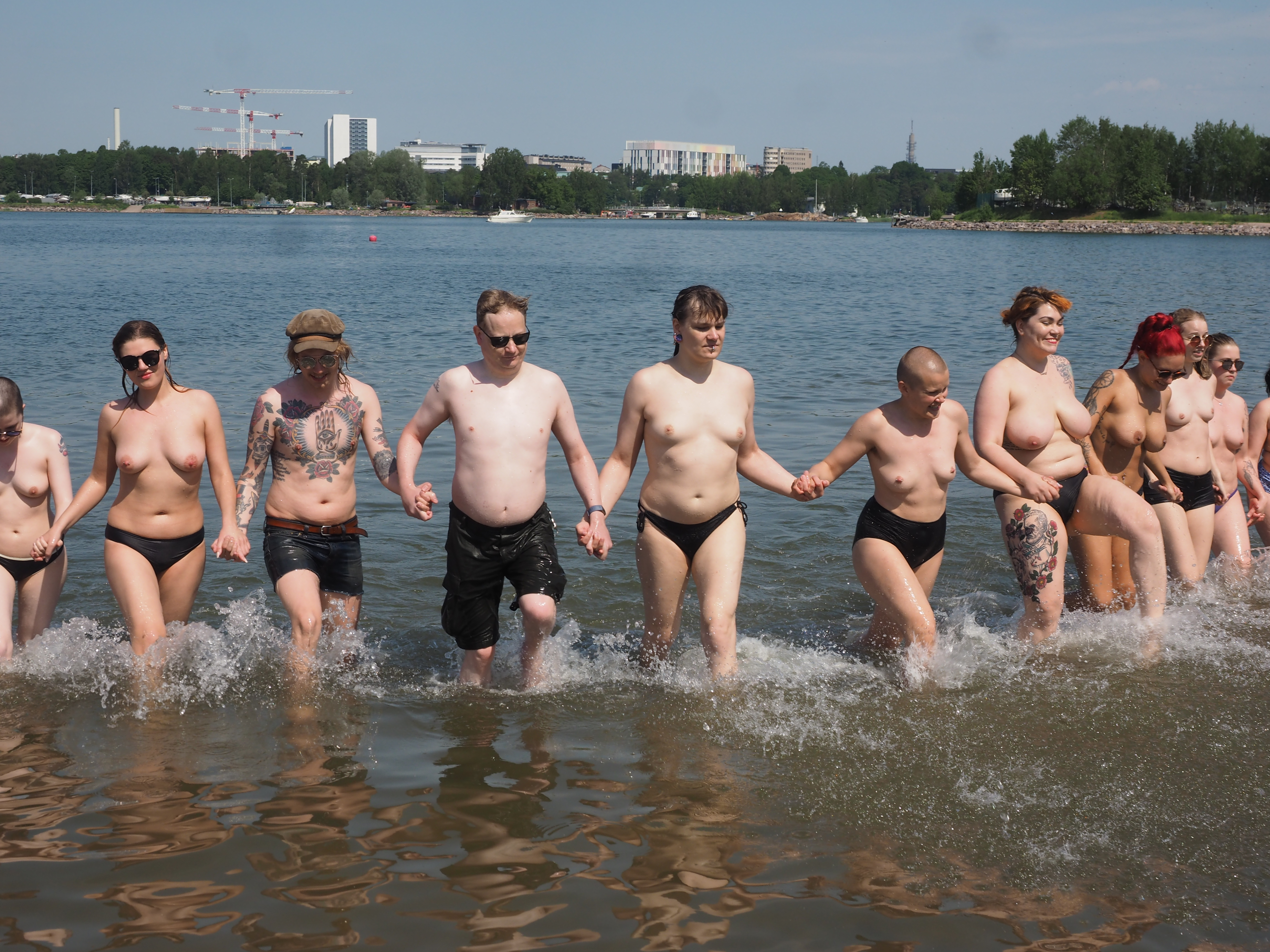
گروه از زنان و مردان بدون پوشاندن پستان در سواحل هلسینکی، فنلاند برای حمایت از برابری سینه‌لختی

آزادی پستان یک کارزار تساوی‌طلبانه جنسیتی است که لینا اسکو پس از ساخت فیلم آزادی پستان در سال ۲۰۱۴ آن را آغاز نمود. این کارزار بر آن است که قانون می‌بایست آزادی و حمایت یک‌سانی برای زنان و مردان قائل باشد. این جنبش قصد دارد برابری جنسیتی را گسترش و با فتیش پستان و شیءانگاری جنسی مقابله کند. هدف این کارزار برابری نمایش عضو پستان مانند مردان و برداشتن سانسور اینترنتی است.

#### شکنجه فرخنده
فرخنده ملکزاده دختر ۲۷ سالهٔ تاجیک‌تبار افغانستانی، از اهالی کابل که به اتهام سوزاندن قرآن در مسجد شاه دوشمشیره در تاریخ ۲۸ حوت (اسفند) ۱۳۹۳ در پی حملهٔ صدها تن از مردان خشمگین کشته و سپس جسدش در بستر خشک دریای کابل سوزانده شد. انتشار فیلم‌های کوتاهی از لحظات حمله به وی که بیشتر با تلفن همراه گرفته شده‌است، بازتاب‌های فراوانی در رسانه‌های جهان به‌دنبال داشت.
در پی قتل این دختر اعتراضات زیادی در فضای مجازی افغانستان شکل گرفت. فرخنده سه روز بعد در حالی که تعدادی از زنان تابوت او را بر دوش داشتند به خاک سپرده شد.

#### جنبش من هم
جنبش من هم یک جنبش و هشتگ اینترنتی بود که رسانه‌های اجتماعی در اکتبر ۲۰۱۷ گسترش پیدا کرد و بارها به اشتراک گذاشته شد. این هشتگ برای نشان دادن شیوع گستردهٔ تجاوز و آزار جنسی، به ویژه در محیط کار و محکوم کردن آن مورد استفاده قرار گرفت. این هشتگ در ایجاد اتهاماتی مبتنی بر اذیت و آزار جنسی هاروی واینستین تهیه کنندهٔ آمریکایی آغاز شد.

#### تجاوز گروهی در حیدرآباد
در سال ۲۰۱۹ طی تجاوز گروهی در حیدرآباد به زن مرد دامپزشک، پس از تجاوز به زن جوان وی، با ریختن بنزین به روی بدنش آن را سوزانده و به قتل رسانده‌اند.

#### زنان در جمهوری اسلامی

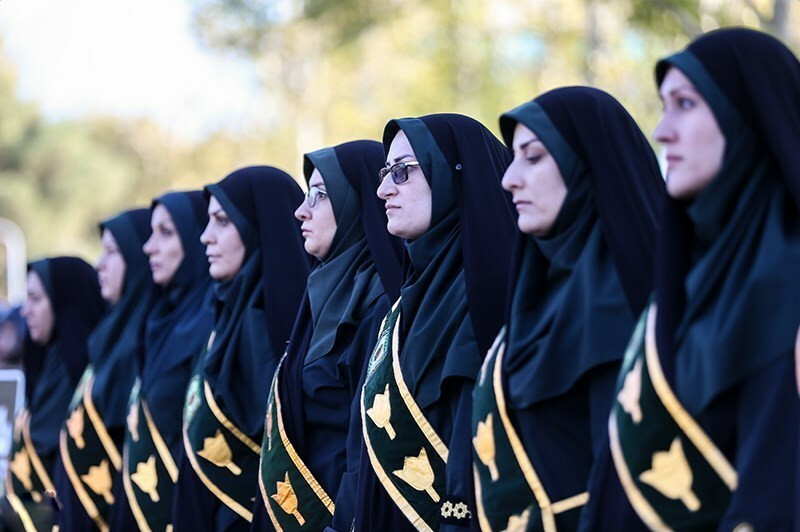
زنان پلیس در ایران

برخی کارشناسان، قوانین جزایی نظام جمهوری اسلامی ایران در قبال زنان را از «خشن‌ترین قوانین جهان» دانسته‌اند. حکم سنگسار سکینه محمدی آشتیانی در این مورد در سال ۲۰۱۰ این موضوع را زیر نور مجامع بین‌الملل قرار داد.
در حال حاضر اصل ۱۱۵ قانون اساسی جمهوری اسلامی ایران ایران رجال را واجد شرایط برای مقام‌های بلند دولتی می‌داند و مراد از آن را فقط مردان تفسیر می‌کنند، و نظام عدالت ایران شهادت زن را برابر نصف شهادت یک مرد می‌داند. برخی روحانیون حضور یک زن به عنوان ورزشکار جلودار تیم ملی المپیک ایران در مراسم افتتاحیه المپیک ۲۰۰۸ پکن را مورد انتقاد قرار داده‌اند. یوسف صانعی با قوانینی همچون قانون حمایت از خانواده ۱۳۹۱ که برخی آن را زن‌ستیز نامیده‌اند، به مخالفت برخاست.
زنان در جمهوری اسلامی فاقد حقوق اجتماعی هستند. برای مثال خوانندگی، انتخاب در پوشش، حضور زنان در ورزشگاه‌ها و…
جداسازی جنسیتی در ایران یا تفکیک جنسیتی در ایران دارای سابقهٔ طولانی و پیچیده‌است و در دوران مختلف نوسان داشته‌است و پس از انقلاب ۱۳۵۷ ایران تفکیک بین زنان و مردان در فضاهای عمومی، پررنگ‌تر شد.
امروزه در بعضی از مکان‌ها مانند مدارس بین دانش‌آموزان جدایی جنسیتی وجود دارد اما در بعضی از مکان‌ها مثل دانشگاه‌ها جدایی جنسیتی وجود ندارد. جداسازی جنسیتی در مکان‌های عمومی مثل سواحل و استخرهای شنا در قانون تصریح و تکلیف شده‌است، برای زنان در اتوبوس و مترو قسمت‌های جداگانه‌ای قرار داده شده‌است و به مردان اجازه نمی‌دهند وارد سمت زنانه بشوند. در مترو این اقدام مرد، ایجاد مزاحمت برای بانوان تلقی می‌شود و جرم است.

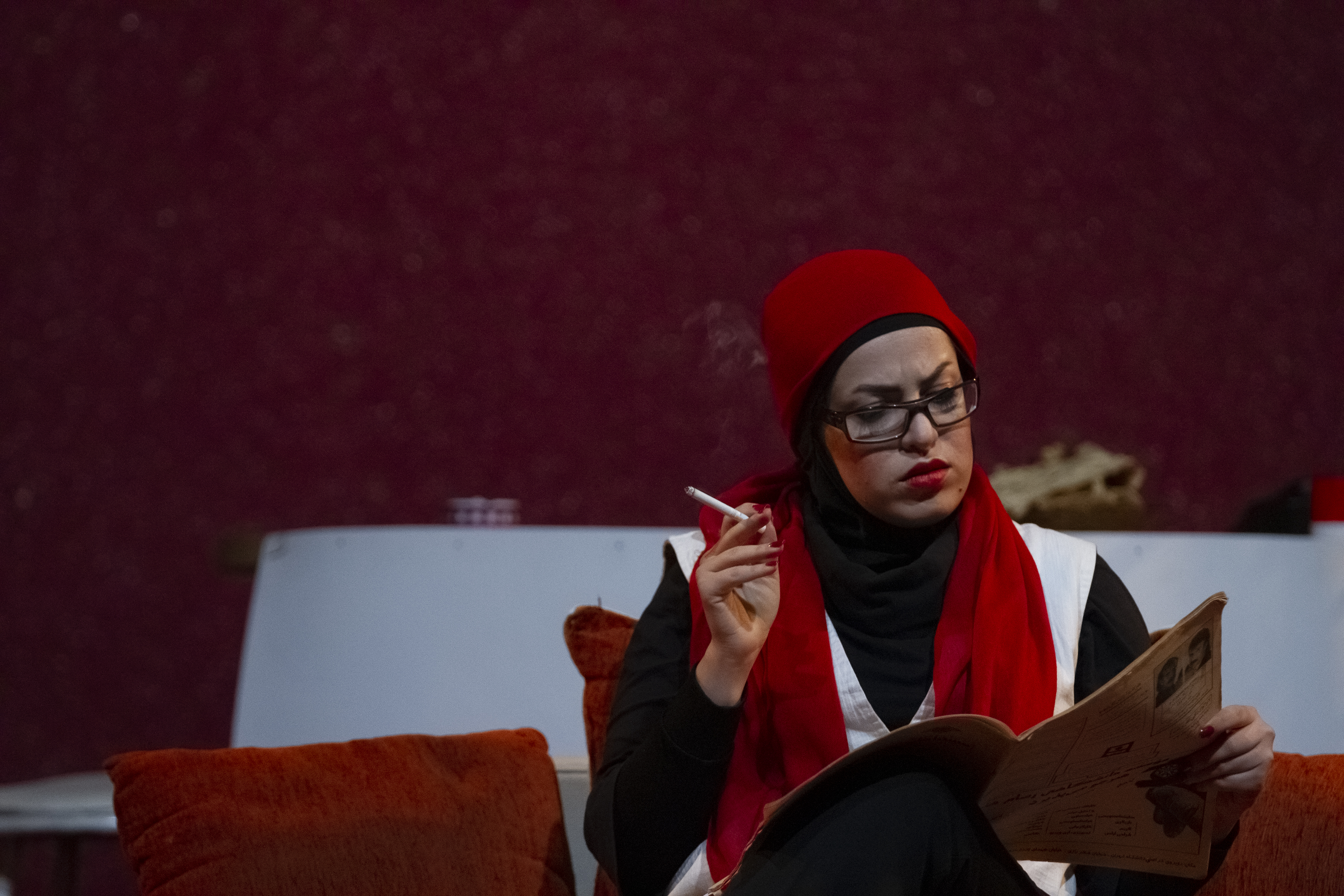
حضور هنرمندان زن در تئاترهای ایران

تفکیک جنسیتی در مدارس تنها به دانش‌آموزان محدود نمی‌شود بلکه به معلمان به خصوص مردان نیز در اکثر مواقع اجازه تدریس در مدارس جنس مخالف داده نمی‌شود.
تفکیک جنسیتی به‌گونه‌ای بوده‌است که رابطه دختر و پسر در ایران با گذشت سه دهه از انقلاب اسلامی همچنان به عنوان یکی از نیمه‌های تاریک روابط اجتماعی خودنمایی می‌کند. عدم شناخت پیش از ازدواج به عنوان از دلایل طلاق در ایران مطرح می‌شود به نظر می‌رسد تفکیک جنسیتی بر کاهش ازدواج و افزایش طلاق اثرگذار است، چرا که امکان شناخت درست دو جنس از یکدیگر را خواهد گرفت. با این وجود در کشورهای دارای فرهنگ «روابط دختر و پسر» تعداد طلاق‌های به مراتب بیش تری صورت می‌گیرد. صحبت کردن و حتی چت کردن دختر و پسر در ایران باید محدود باشد و دست دادن، لبخند زدن یا بوسیدن مطلقاً ممنوع است. حتی کوچک‌ترین تماس فیزیکی با اعضای غیر خانواده از جنس مخالف ممنوع است به استثنای کودکان. گاه خانواده‌ها نوجوان خود را از هرگونه برخورد با جنس مخالف محروم کرده و آن‌ها را به شدت از این امر بازمی‌دارند زیرا هر گونه ارتباطی با جنس مخالف را برخلاف شرع و گناه می‌دانند. در گذشته مادران در مهمانی‌های زنانه یا حمام‌ها برای پسرانشان همسر انتخاب می‌کردند.
جداسازی جنسیتی علاوه بر آرایشگاه‌های زنانه در لباس‌فروشی‌های زنانه، پارک بانوان، تاکسی بانوان، سواحل، مکان‌های ورزشی دیده می‌شود.

##### اسیدپاشی‌های زنجیره‌ای در اصفهان

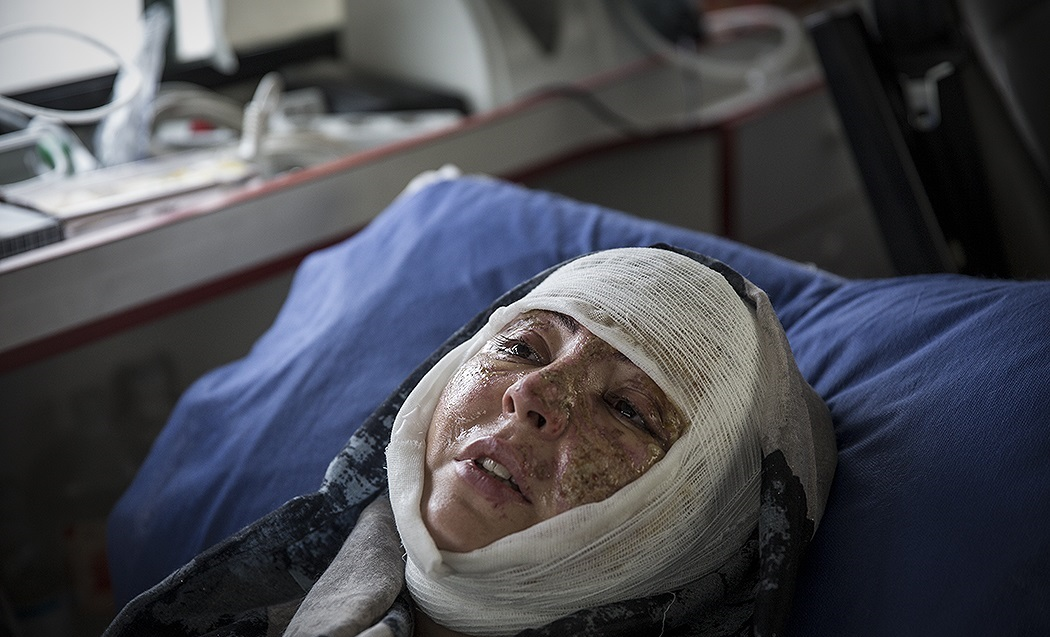
نمونه ای از اسید پاشی به‌صورت زنان در ایران

حادثه اسیدپاشی‌های زنجیره‌ای در اصفهان مربوط به اسیدپاشیهای پیاپی به ناحیه صورت زنان بدون چادر در شهر اصفهان است که در مهرماه ۱۳۹۳ خورشیدی به وقوع پیوست. در جریان این اسیدپاشی‌ها، حداقل چهار دختر یا زن جوان مورد حمله قرار گرفته‌اند که منجر به مرگ یکی از آن‌ها گردیده‌است. برخی گزارش‌ها شمار قربانیان اسیدپاشی در اصفهان را ۱۵ نفر اعلام کرده‌اند. خبرهای اسیدپاشی در اصفهان، امنیت مردم شهر را مختل کرد، زنان و دختران شهر کمتر در معابر عمومی پدیدار می‌شدند. خبر این حوادث نخستین بار به صورت رسمی از خبرگزاری ایسنا منتشر گردید. این اولین بار نیست که اسیدپاشی در ایران رخ می‌دهد و این اتفاق پیش از این نیز بارها تکرار شده‌است اما نکته‌ای که این بار مردم را به شدت پریشان کرده وجه تروریستی این حادثه است. در سال ۱۳۹۳ اسید پاشی به صورت زنان زمانی اوج گرفت که مقامات حکومتی در مجلس تصویب طرح امر به معروف و نهی از منکر را به پیش بردند. این طرح اختیارات زیادی به بسیجی‌ها و مأموران لباس شخصی رژیم می‌داد.

##### وضعیت ازدواج اجباری کودکان در جمهوری اسلامی

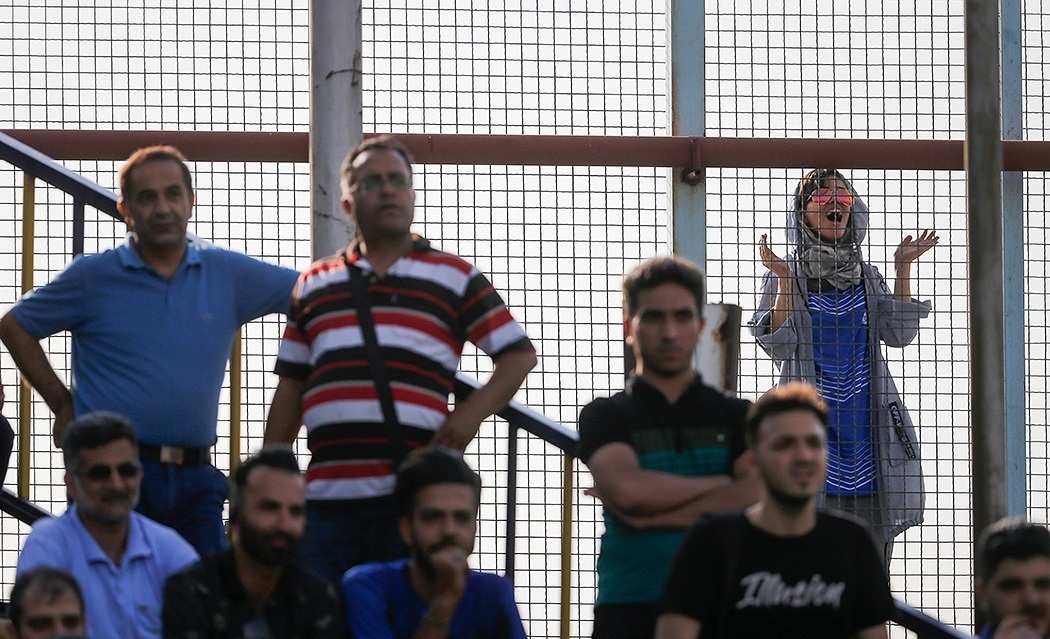
حضور زنان در تمرینات تیم‌ها هم با محدودیت‌هایی روبرو است.

بر اساس قوانین ایران، سن ازدواج برای دختران ۱۳ سال و برای پسران ۱۵ سال است ولی قانون این اجازه را به پدر یا جد پدری دختر داده که به تشخیص خود و با مصلحت کودک، او را قبل از ۱۳ سالگی نیز به عقد ازدواج درآورد. این در حالی است که بر اساس کنوانسیون بین‌المللی حقوق کودک که ایران نیز آن را امضا کرده، تمامی افراد زیر ۱۸ سال کودک محسوب می‌شوند. این میثاق بین‌المللی همچنین ازدواج کودکان را ممنوع اعلام کرده‌است. بر اساس آخرین آمار ارائه شده از سوی سازمان ثبت احوال ایران، در ۹ ماه نخست سال ۱۳۹۲، ازدواج ۳۱ هزار دختربچهٔ زیر ۱۵ سال ثبت شده‌است. بر مبنای این آمار بیش از یک سوم ازدواج‌های این مدت، مربوط به دختران زیر ۱۹ سال است.

##### دختر آبی
سحر خدایاری (زادهٔ ۱۳۶۹ در سلم، چهار محال و بختیاری – درگذشتهٔ ۱۸ شهریور ۱۳۹۸ در تهران) که در شبکه‌های اجتماعی و رسانه‌ها با لقب دختر آبی شناخته می‌شود، از هواداران تیم تیم فوتبال استقلال تهران بود که در اعتراض به دستگیری و محکومیت خود به زندان بابت تلاش برای ورود به ورزشگاه و تماشای مسابقات فوتبال، اقدام به خودسوزی کرد و در ۱۸ شهریور ۱۳۹۸ درگذشت. وی دارای مدرک کارشناسی بوده‌است و در آخرین مراجعه به دادگاه، آگاه می‌شود که باید برای تحمل حکم شش ماه حبس، زندانی شود. واقعهٔ درگذشت او، بازتاب گسترده‌ای را در سطح جهانی و در میان هواداران ورزش فوتبال در پی داشت. این رویداد منجر به نخستین حضور ناگزینشی بانوان ایرانی در ورزشگاه‌های فوتبال برای تماشای یک بازی ملی پس از انقلاب ۱۳۵۷ شد.

##### زنان و قیام آبان ۹۸
در روزهای آبان ۹۸ دیده شد که هدایت بسیاری از صحنه‌ها در دست زنان بود. به گفته برخی از خبرگزاری‌ها بسیاری از آنانی که مردم را به قیام دعوت می‌کردند زنان بودند یا فیلم و عکس می‌گرفتند تا صدای مردم ایران را به دیگر نقاط عالم برسانند.

#### در افغانستان

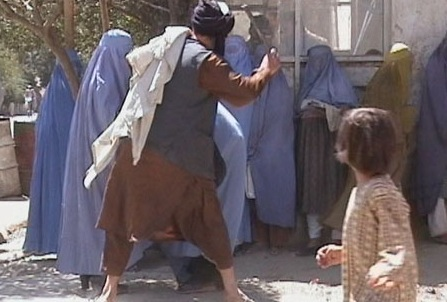
پلیس طالبان، در حال زدن و سرکوب زنان.

حقوق زنان در افغانستان به علت آشفتگی‌های زیادی که در سه دهه گذشته در افغانستان حاکم است، همیشه در حالت وخیم بوده‌است. از طریق حاکمان مختلف از جمله مجاهدین و طالبان، زنان تلاش برای به دست آوردن آزادی و اصلاح یک جامعه مردسالار نمودند. حتی امروز، میزان خشونت علیه زنان در افغانستان بسیار بالا است، اگرچه این وضعیت به آرامی با تلاش جنبش زنان در افغانستان، پیشرفت کشور و با کمک جامعه بین‌المللی در حال بهبود است.

#### در عربستان
وضعیت زنان در عربستان سعودی را، بسیاری از پژوهشگران علوم اجتماعی، به وضعیت سیاهان در نظامِ تبعیض نژادی آفریقای جنوبی مانند کرده اَند؛ چرا که در هر دو نظام حقوق نابرابر، دسترسی نابرابر به امکانات و مشاغل، جداسازی مدارس و فضاهای عمومی وجود دارد؛ با این تفاوت که در آفریقای جنوبی، سیاهان با محدودیت و محرومیت روبه رو بودند و در عربستان سعودی کمابیش زنان چنین وضعیتی دارند.

## فمینیسم (زن‌گرایی)

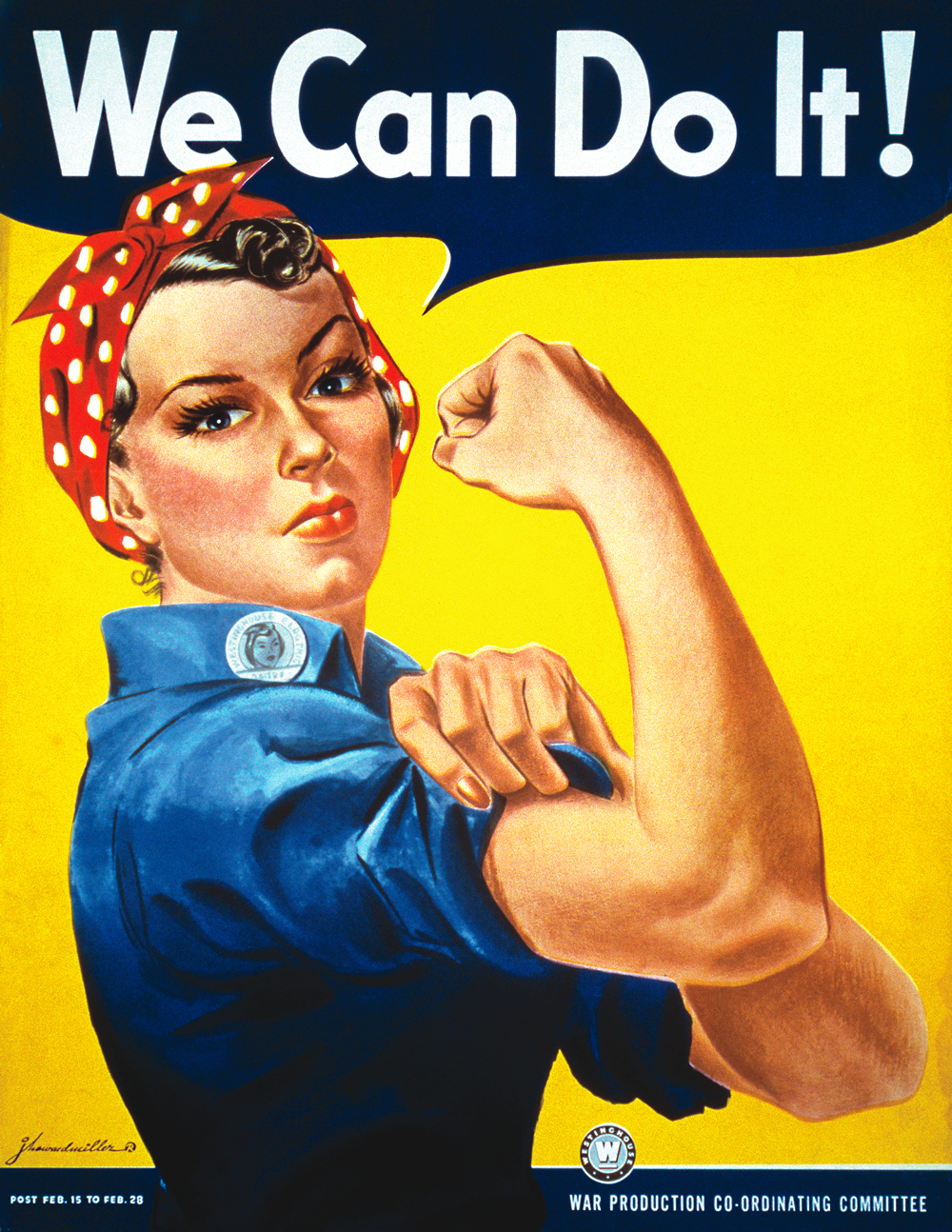
می‌توانیم انجامش دهیم!

با گسترش مفهوم‌های حقوق بشری و برابری، حق دفاع یا مصونیت از تجاوز زناشویی بیشتر به عنوان ناهنجاری دیده شد. فمینیست‌ها از دهه ۱۹۶۰ برای براندازی قانون مصونیت تجاوز زناشویی و اعلام آن به عنوان جرم کیفری به‌طور سیستماتیک تلاش کردند. غیرقانونی شدن رو به افزایش تجاوز زناشویی بخشی از طبقه‌بندی مجدد جرائم جنسی در جهان است «از زیر پا گذاشتن اخلاقیات، خانواده، عادت‌ها و سنت‌های خوب، احترام یا عفت و نجابت گرفته تا تعرض به آزادی، تعیین سرنوشت خود، یا درستکاری فیزیکی یا اخلاقی.» در دسامبر ۱۹۹۳، کمیساریای عالی حقوق بشر سازمان ملل متحد اعلامیه رفع خشونت علیه زنان را منتشر کرد. این اعلامیه تجاوز زناشویی را به عنوان یک نوع تجاوز به حقوق بشر عنوان کرد. در سال ۲۰۰۶ نیز گزارش دیگری از سوی دبیرکل سازمان ملل متحد با عنوان پایان خشونت علیه زنان منتشر شد.
فمینیسم گستره‌ای از جنبش‌های سیاسی، ایدئولوژی‌ها و جنبش‌های اجتماعی است که به دنبال تعریف، برقراری و دستیابی به حقوق برابر جنسیتی در مسائل سیاسی، اقتصادی، شخصی و اجتماعی است. فمینیست‌ها بر این باورند که جوامع دیدگاه مردان را در اولویت قرار می‌دهند و با زنان در این جوامع به صورت منصفانه‌ای رفتار نمی‌شود. تلاش‌ها برای تغییر این وضعیت شامل مبارزه با کلیشه‌های جنسیتی و تلاش برای فراهم‌آوری موقعیت‌های تحصیلی و شغلی برابر با مردان برای زنان می‌شود.
جنبش‌های فمینیستی تلاش کرده‌اند و تلاش می‌کنند تا برای حقوق زنان مبارزه کنند؛ از جمله این حقوق حق رای، حق کار، حق کار دولتی، درآمد یکسان، پرداختی برابر میان زنان و مردان و از بین بردن فاصله موجود در این مسئله، حق مالکیت، حق تحصیل، حق امضای قرارداد، حقوق برابر در ازدواج و حق مرخصی زایمان است. فمینیست‌ها همچنین برای یکپارچه‌سازی اجتماعی و تضمین حق سقط‌جنین قانونی برای زنان تلاش کرده‌اند. از دیگر اهداف آنان محافظت از زنان و دختران در برابر تجاوز جنسی، آزار جنسی و خشونت خانگی است. تغییر در نوع پوشش و نوع نگاه جامعه به فعالیت‌های فیزیکی نیز معمولاً بخشی از جنبش‌های فمینیستی بوده‌است.
برخی از محققان فمینیسم را محرک اصلی در پس تغییرات اجتماعی برای حقوق زنان در طول تاریخ می‌دانند؛ این موضوع به خصوص در غرب، جایی که این جنبش را تا حد زیادی زمینه‌ساز دستیابی به حق رای زنان، زبان فراگیر، حقوق باروری (شامل دسترسی به راه‌های پیشگیری از بارداری و سقط جنین قانونی)، حق امضای قرارداد و مالکیت می‌شناسند، پررنگ‌تر است. با وجود اینکه تمرکز اصلی فمینیسم بر روی حقوق زنان بوده و هست، برخی فمینیست‌ها مانند بل هوکس محدودیت در آزادی‌های مردان را بخشی از اهداف خود می‌دانند؛ زیرا باور دارند مردان نیز از نقش‌های سنتی جنسیتی آسیب می‌بینند. نظریه فمینیست، که از دل جنبش‌های فمینیستی برخاسته‌است، به دنبال درک ماهیت نابرابری جنسیتی با استفاده از تجزیه و تحلیل نقش اجتماعی زنان و تجربه زندگی آنان است.
تاریخ جنبش‌های برابری‌خواهانه در ایران به اواخر دوره قاجاریه بازمی‌گردد. حقوق زنان در ایران با انطباق این کشور با ارزش‌های غربی در اواخر قرن نوزده و اوایل قرن بیست دستخوش تغییراتی شد و رو به بهبود نهاد. در طول قرن بیستم، جنبش‌های سکولار، لیبرال، ناسیونالیست و چپ‌گرا معمولاً حقوق زنان را به عنوان بخشی از دغدغه‌های خود مطرح می‌کردند، اما واکنشی که بنیادگران و محافظه‌کاران مذهبی از خود نشان دادند تا به امروز مانع اصلی بر سر بهبود حقوق زنان در ایران بوده‌است. از زمان انقلاب ۱۳۵۷، فمینیسم در دید نظام حاکم بر ایران برابر با «بی‌عفتی» در نظر گرفته می‌شود. اما سیاست‌های جمهوری اسلامی، به صورت ناخواسته منجر به افزایش آگاهی جنسیتی در میان مردم ایران شده‌است.

### در چین
چوران ژنگ فعال حقوق زنان و فمنیست اهل چین است. مارس ۲۰۱۵ او همراه چهار فعال دیگر کمی قبل از بزرگداشتی که به مناسبت روز جهانی زن ترتیب داده شده بود بازداشت شد.

### در ایران
مسیح علی‌نژاد خبرنگار، روزنامه‌نگار، نویسنده، مجری تلویزیونی و فعال حقوق زنان اهل ایران است. او بنیان‌گذار و طراح جنبش‌های آزادی یواشکی و چهارشنبه‌های سفید با هدف آزادی حجاب و رفع حجاب اجباری در ایران است.

### در فلسطین
طرب عبدالهادی طرب همسر فعال سیاسی و رئیس حزب استقلال، عونی عبدالهادی بود. او با گروهی از زنان در بیت‌المقدس دیدار داشت تا اتحادیه عرب زنان فلسطین را به مخالفت با حضور اسرائیل در فلسطین و حمایت از مبارزه فلسطینی برای استقلال کمک کند. وی اولین نشست فدراسیون فلسطین زنان عرب در ۲۶ اکتبر ۱۹۲۹ «خانه نشاط» واقع در شهرستان بیت‌المقدس برگزار کرد. این جلسه منجر به ورود زنان فلسطینی به عرصه سیاسی برای اولین بار شد پس از این نشست، یکی فدراسیون عضو کمیته اجرایی شکل گرفت؛ تعداد اعضای کمیته ۱۴ زن از خانواده‌های برجسته بیت‌المقدس مانند خانواده حسینی، والنشاشیبی و دیگران بودند. طرب نخستین تظاهرات زن را در اعتراض به آنچه که در کشورهای عربی در جریان اعمال سوء استفاده و حمایت از مهاجرت یهودی انجام شد، رهبری کرد و همین رهبری درجریان تظاهرات ملی را در سال‌های ۱۹۳۳ و ۱۹۳۶ تکرار کرد. طرب؛ مرکزیت رهبری در بسیاری از موسسات زنان بوده و یک سخنگوی کنفرانس زنان عرب بود و به عنوان رابط میان زنان مصر و زنان در سایر کشورهای عربی کار می‌کرد.

## در سیاست
سیاستمداران زن کشورهای جهان بیشتر پس از قرن بیستم وجود پررنگی یافته‌اند.
- ایندیرا گاندی ساست‌مداری هندی که توسط یکی از محافظانش ترور شد.
- سونگ چینگ لینگ همسر سون یات سن، از اعضای حزب کمونیست چین و رئیس‌جمهور افتخاری جمهوری خلق چین بود.
- گلدا مئیر او تا ۱۹۶۶ و حدود ۱۰ سال، در زمان جنگ‌های اعراب و اسرائیل دیپلماسی اسرائیل را اداره کرد.
- سیریماو بندارانایکه سیاستمدار سری لانکایی بود و به عنوان نخستین زن نخست‌وزیر دنیا شناخته می‌شود.
- جیانگ چینگ همسر مائو و یکی از زنان اثرگذار در تاریخ چین است.
- آنگ سان سو چی سیاستمدار، دیپلمات، نویسنده و مدافع حقوق بشر میانمار است.
- بی نظیر بوتو وی اولین زن مسلمان در تاریخ جهان اسلام بود که به مقام نخست‌وزیری در یک کشور اسلامی رسید.
- آنگلا مرکل قدرتمندترین زن جهان و صدر اعظم آلمان است.
- ارنا سولبرگ سیاستمدار اهل نروژ است که از سال ۲۰۱۳ نخست‌وزیر نروژ، و از سال ۲۰۰۴ رهبر حزب محافظه‌کار است.
- کیم یو جونگ خواهر کیم جونگ اون و از سال ۲۰۱۴ معاون اول مدیر و در عمل رهبر دایره تبلیغات و تحریکات در حزب کارگران کره بوده‌است.
- حلیمه یعقوب سیاستمدار سنگاپوری است که هم‌اکنون رئیس‌جمهور این کشور است.
- بیلیانا پلاوشیچ یک سیاستمدار اهل بوسنی و هرزگوین بود.
- والنتینا ترشکوا کیهان‌نورد روس و نخستین زن فضانورد جهان است.
- سیمونتا سوماروگا یک سیاستمدار سوئیسی از حزب سوسیال دموکرات سوئیس است
- اکاترینی ساکلاروپولو سیاستمدار و حقوقدان اهل یونان است.
- مایا ساندو سیاستمدار اهل مولداوی است.
- اینگریدا سیمونیت اقتصاددان و سیاستمدار اهل لیتوانی است.
- کایا کالاس رهبر حزب «اصلاحات» استونی در ۲۶ ژانویه ۲۰۲۱ اولین نخست‌وزیر زن استونی شد.
- سانا مارین سیاستمدار اهل فنلاند و از اعضای حزب سوسیال دموکرات فنلاند است.
- نانسی پلوسی رئیس مجلس نمایندگان آمریکا است.
- کامالا هریس ۴۹مین معاون رئیس‌جمهور ایالات متحده و اولین زن دارای این مقام است.

### تله جنسی
در دستگاه‌های جاسوسی و اطلاعاتی برای دست‌یابی به اسرار پنهان، زنانی را استخدام می‌کنند تا براساس یک رابطه صمیمی، از سیاست‌مداران و نظامیان بلندپایه اطلاعات به دست آورند که به پرستو معروف هستند.

## تجاوز جنسی

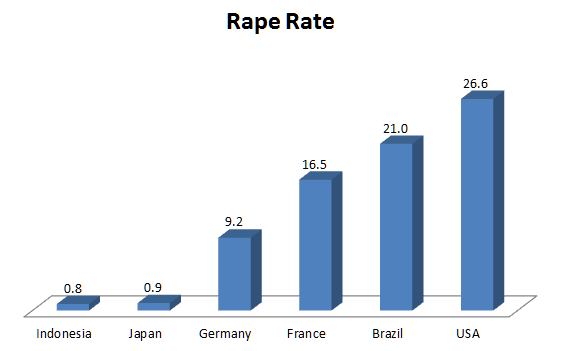
آمار دفتر مقابله با مواد مخدر و جرم سازمان ملل متحد: گزارش‌شدن در هر صدهزارنفر (آمار سال ۲۰۱۱)

به معنی انجام نزدیکی جنسی با فرد، بدون رضایت او است. تجاوز جنسی تنها یک حمله فیزیکی و جنسی نیست، بلکه آسیب عمیق روحی و روانی نیز به دنبال دارد. این خشونت، هرچند همیشه قتل را به همراه نداشته باشد، عموماً تهدید به قتل را به همراه دارد. یکی از آسیب‌پذیرترین گروه‌های اجتماعی که در خطر «تجاوز جنسی» و خشونت‌های در پی آن قرار دارند، کارگران جنسی هستند. دایره آمار قضایی آمریکا (۱۹۹۹) تخمین زد که ۹۱٪ از قربانیان تجاوز مؤنث، ۹٪ مذکر و ۹۹٪ متجاوزین مذکر هستند. زهرا کاظمی پس از تجاوز جنسی به زندانیان در ایران به قتل رسید.

### تجاوز به زنان طی اشغال آلمان
تجاوز به زنان طی اشغال آلمان رویدادی است که پس از ورود و اشغال کشور آلمان به‌دست نیروهای متفقین اتفاق افتاد. این رویداد هم در دورانی که نیروهای متفق سعی در اشغال آلمان داشتند افتاد، هم در طی دوران اشغال آلمان. بیشتر این تجاوزها که گزارش شده‌اند به‌دست نظامیان ارتش شوروی انجام گرفتند. شمار این تجاوزها را بین صدها هزار تا ۲ میلیون تخمین زده‌اند. هم‌اکنون این رقم که به شدت مورد بحث است، از شمار اندک پرونده‌های پزشکی که حفظ شده‌اند به دست آمده‌است. تجاوز سرنوشت زنان در خانواده‌ها را در سراسر برلین تحت تأثیر قرار داده بود. پس از پایان جنگ به زنان بین سنین ۱۵ و ۵۵ سال آلمانی دستور داده شد برای تشخیص بیماری‌های مقاربتی معاینه شوند. زنان برای گرفتن مواد غذایی نیاز به گواهی پزشکی داشتند. تعدادی که اغلب نقل می‌شود در حدود ۱۰۰ هزار زن در برلین و دو میلیون در خاک آلمان است.

## در فرهنگ عامه

### الفاظ رکیک
در الفاظ رکیک داشتن رابطه جنسی مرد با زن به کرار بکار می‌رود. شخص مؤنث یکی از اشخاص مهم از شخص فحش خور است که اغلب مادر، خواهر و همسر وی می‌تواند باشد. داشتن هرگونه رابطه جنسی در الفاظ رکیک به منفعت مردان و به ضرر زنان است. هر چقدر مردان رابطه جنسی داشته باشند به مردانگی آن‌ها افزوده می‌شود و به مزاح یا جدی مورد تحسین قرار می‌گیرند یا حداقل مورد تمسخر قرار نمی‌گیرد و تنها زنان در الفاظ رکیک به بدترین نوع مسخره می‌شوند.
اصلاح زبان فمینیستی نوعی برابر سازی در ساختارهای قدرت جنسیتی تلاش‌های زبان‌شناسی دربرابر زبان‌ها انجام می‌دهند.